# Alessandria
Alessandria (AFI: /alesˈsandrja/ ; Lissandria in piemontese, AFI: /liˈsaŋdrja/; pronuncia locale, AFI: [liˈsɒŋdɾjɐ]; Lusciandria in ligure, AFI: /lyˈʃaŋdrja/) è un comune italiano di 92 794 abitanti, capoluogo dell'omonima provincia in Piemonte. Nota su scala globale per la celebre azienda produttrice di cappelli Borsalino, e di particolare rilevanza storica per la battaglia di Marengo condotta da Napoleone Bonaparte, la città rappresenta un importante polo agricolo, industriale e logistico nel contesto regionale. Con un territorio che la rende il comune più esteso del Piemonte e una popolazione che la colloca al terzo posto nella regione, Alessandria si trova al centro del cosiddetto triangolo industriale Torino-Milano-Genova, configurandosi come un nodo strategico per gli scambi commerciali e i trasporti. La città ospita una delle sedi dell'Università degli Studi del Piemonte Orientale "Amedeo Avogadro", istituzione accademica a struttura tripolare condivisa con Vercelli e Novara.

## Geografia fisica

### Territorio

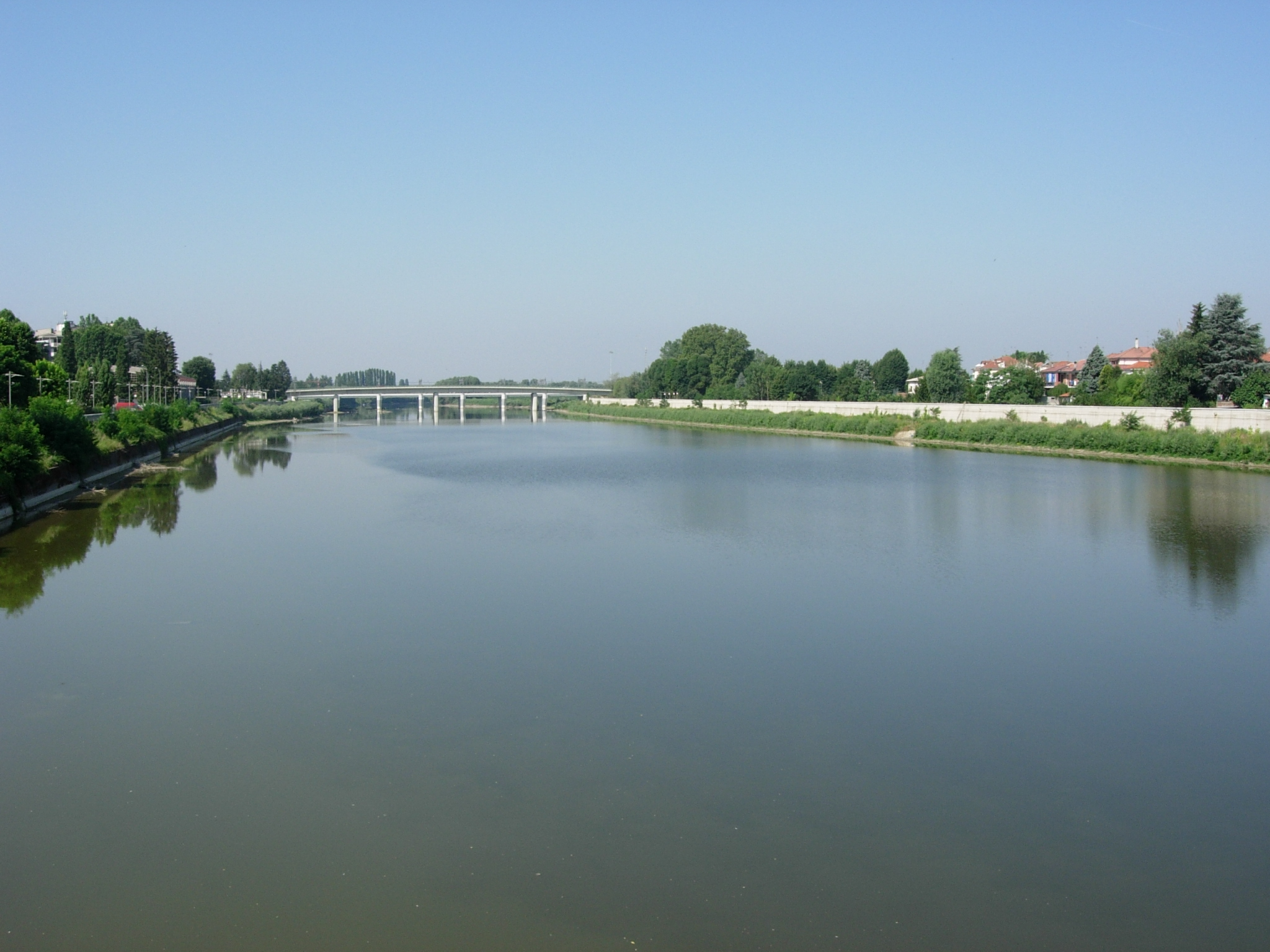
Il fiume Tanaro

Sorge a circa 100 metri s.l.m. nella pianura alluvionale formata dai fiumi Tanaro e Bormida, in prossimità del loro punto di confluenza. 
Grazie alla sua posizione al centro del triangolo Torino-Genova-Milano, la città costituisce un importante nodo commerciale, autostradale e ferroviario con scalo di smistamento di testa, situato nel sud-ovest della stazione viaggiatori. 
È servita dall'autostrada A21 e dall'autostrada A26, con tre uscite autostradali (Alessandria Ovest, Alessandria Est, Alessandria Sud). Dispone, inoltre, di una tangenziale che la costeggia da nord a sud, con varie uscite cittadine e che la collegano ai vari centri-zona della sua provincia (Valenza, Tortona, Novi Ligure, Casale Monferrato, Ovada e Acqui Terme). 
È una città caratterizzata da lunghi e ampi viali a più corsie, che rendono agevole la circolazione, e da grandi ed ariose piazze.

### Clima
Alessandria è caratterizzata da un clima tipicamente padano con inverni freddi e nebbiosi ed estati calde ed afose. Le piogge non sono molto abbondanti (circa 600 mm), e cadono prevalentemente in autunno ed in primavera. Alessandria ha un clima più continentale rispetto al resto del Piemonte. Gli inverni, a causa del maggior numero di giorni nebbiosi, tendono ed essere più rigidi (media di +0,4 gradi a gennaio) e con frequenti nevicate, mentre le estati sono afose ma molto più soleggiate e secche: il mese più caldo, luglio, ha una temperatura media di +24 gradi ed è anche il più siccitoso, con 32 mm di pioggia spesso concentrati in uno o due temporali (al culmine dell'estate le perturbazioni atlantiche tendono a scorrere molto più a nord). Le temperature in estate, in caso di anticiclone subtropicale, possono raggiungere picchi di 38/39 °C, mentre in inverno, si possono toccare minime di parecchi gradi sotto lo zero.

## Storia

### Età antica
Prima della conquista romana il territorio di Alessandria era abitato dagli Statielli, un popolo che apparteneva al gruppo dei Liguri. Verso la fine del III secolo a.C. ebbe luogo la conquista romana della Gallia Cisalpina e la conseguente romanizzazione della popolazione ligure; nel 42 a.C. la provincia della Gallia cisalpina fu abolita e integrata nell'Italia romana. Al periodo alto imperiale si fanno risalire le origini dei borghi di Rovereto e Bergoglio. In seguito alla caduta dell'Impero romano e del successivo Regno ostrogoto, durante l'età longobarda il territorio venne riorganizzato in corti, tra cui si ricorda quella di Marengo; in questo luogo, nel VIII secolo, venne edificata la Torre di Teodolinda.

### Età medievale

#### La fondazione
(Umberto Eco da ...La cittadella da riciclare, in AA.VV., Alessandria è una comoda poltrona: ti siedi e ti addormenti?!, pag.9)
Il controllo dell'Italia nel 774 passò dai longobardi al regno franco. A quest'epoca risale probabilmente la nascita della corte di Rovereto, che avrà un ruolo centrale per la nascita di Alessandria. Nel 962 il re di Germania Ottone I di Sassonia conquistò il regno d'Italia e istituì il Sacro Romano Impero. Le città italiane, comunque, mantennero grande autonomia ed erano costrette a pagare le tasse all'imperatore solo quando questo viaggiava in Italia. Federico Barbarossa decise che la situazione doveva cambiare, per cui istituì la dieta di Roncaglia e, nel 1162, distrusse Milano, il più importante comune dell'epoca. Gli altri comuni decisero allora di unirsi per lottare contro l'imperatore, per mantenere la loro autonomia, per cui crearono la Lega Lombarda. Per attirare il Barbarossa in Italia la Lega decise di creare una nuova civitas, atto che era un privilegio esclusivamente imperiale.
La città, nota semplicemente come Civitas Nova, venne istituita presso il territorio di Rovereto, sia perché si trovava vicino alle terre del marchese del Monferrato, fedele alleato dell'impero, sia perché, posizionato tra il Tanaro e la Bormida, godeva di una posizione facilmente difendibile. La città venne popolata con il contributo dei borghi vicini e fortificata con fondi del comune di Genova. Il 3 maggio 1168 i tre consoli di Civitas Nova firmarono l'adesione alla Lega Lombarda presso Lodi e due anni più tardi la città venne offerta a Papa Alessandro III, che accettò di farla diventare un suo feudo e, così facendo, di legittimare la lotta dei comuni contro l'impero. Il nome della città venne quindi mutato in Alessandria, per esplicitare la sua appartenenza allo Stato della Chiesa.
La provocazione dei comuni ebbe l'effetto sperato: l'imperatore giunse in Italia nel 1174 e il 29 ottobre, dopo aver distrutto Susa e ottenuto la resa di Asti, pose l'assedio ad Alessandria. Oltre ogni aspettativa, gli alessandrini resistettero agli attacchi per tutto l'inverno; il 12 aprile l'imperatore rinunciò all'assedio, poiché l'esercito della Lega si stava muovendo in difesa di Alessandria. Le armate si incontrarono presso Montebello, ma invece di combattere sospesero le ostilità per negoziare la pace. Il fallimento delle trattative sfociò nella nota battaglia di Legnano, che costituì una netta sconfitta per Federico Barbarossa. Ciò nonostante, durante la pace di Costanza il controllo di Alessandria passò direttamente all'imperatore e la città venne rinominata Cesarea (Kaiserstadt).

#### Il libero comune

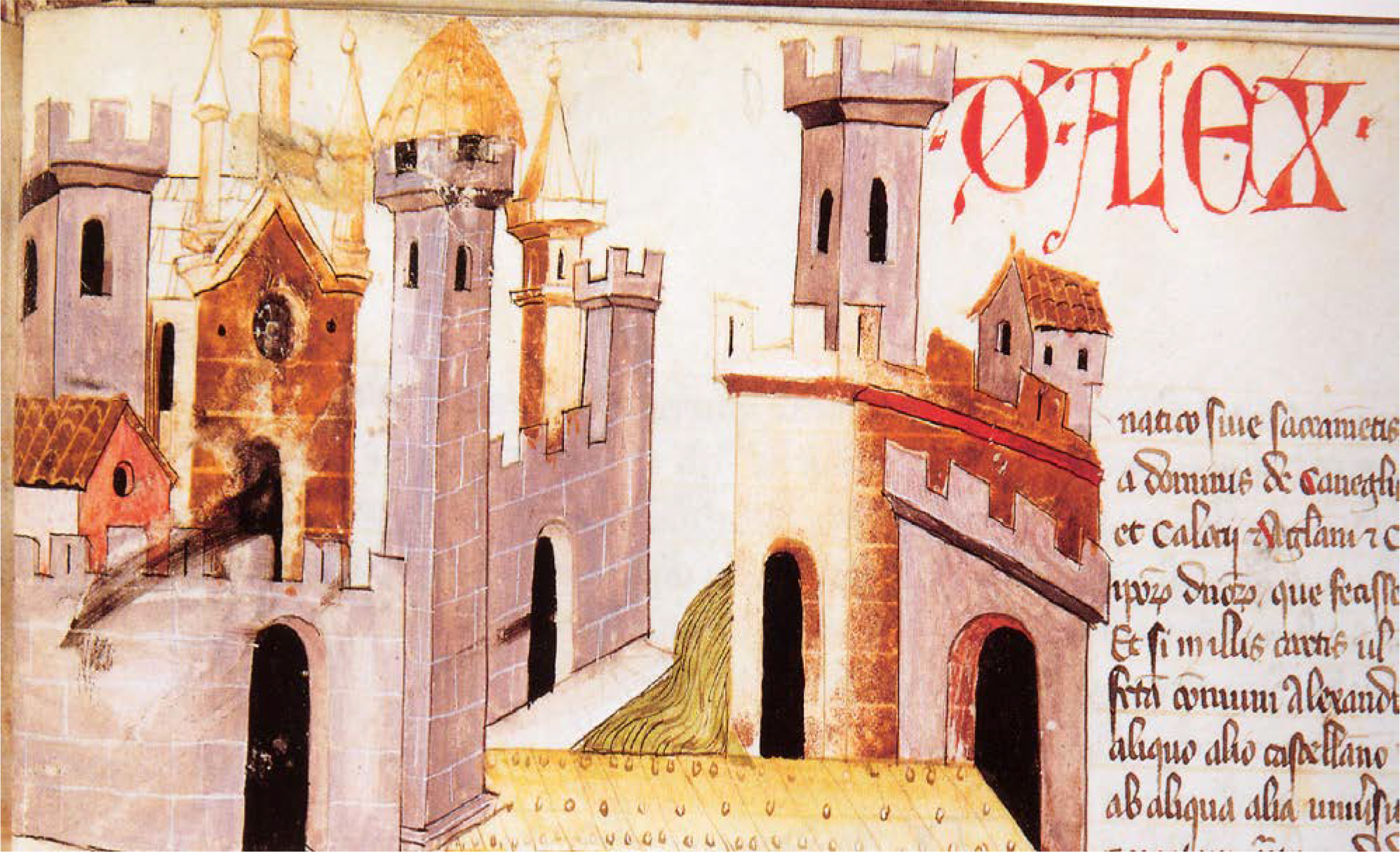
Immagine allegorica della città di Alessandria, a sinistra, e - a destra - di Bergoglio con in primo piano il ponte in legno sul fiume Tanaro. Miniatura del Codex Astensis, fine XIV secolo, Archivio Storico del Comune di Asti.

La città venne concessa in feudo a Bonifacio I del Monferrato nel 1193. Pochi anni più tardi, tuttavia, i cittadini della città si ribellarono all'autorità imperiale, abbandonando il nome Cesarea e stringendo alleanza con le vicine Asti e Vercelli, ma la disputa fu risolta dall'arbitrio dei comuni di Milano e Piacenza. Per Alessandria e il marchesato del Monferrato cominciò quindi un periodo di tregua, caratterizzato da innumerevoli dispute diplomatiche e sporadiche alleanze. Alleati di Vercelli, gli alessandrini parteciparono alla battaglia di Casei Gerola nel 1213 e alla distruzione di Casale Monferrato nel 1215: in quest'occasione i soldati alessandrini sottrassero al duomo di Casale i corpi dei santi Evasio, Natale e Proietto, e due statue in ottone raffiguranti un galletto e un angelo, che collocarono sui pinnacoli della loro cattedrale. Gli scontri con il Monferrato si riaccesero nel 1228, quando Bonifacio II si alleò con Asti e mosse guerra ad Alessandria. L'intervento della seconda Lega Lombarda, che assediò Mombaruzzo, convinse il marchese alla resa.
(Dante Alighieri, VII Canto, vv. 133-136, Purgatorio, Divina Commedia)
Nella seconda metà del XIII secolo, l'equilibrio politico del Piemonte mutò, a causa delle mire espansionistiche della casa d'Angiò. Alessandria, insieme a molti altri comuni, decise quindi di nominare capitano della città Guglielmo VII del Monferrato. Nel 1291, tuttavia, i cittadini astigiani, anche loro sottomessi a Guglielmo VII, promisero agli alessandrini 85.000 fiorini d'oro in cambio della cattura del marchese. Attirato con un pretesto in città, Guglielmo VII fu imprigionato e fatto morire di fame pochi mesi più tardi. Suo figlio Giovanni I mosse guerra contro Asti e la sottomise, ma morì senza eredi nel 1303. Carlo II d'Angiò ne approfittò per occupare tutte le città a sud del Tanaro, istituendo la contea di Piemonte.
Nel 1345, in seguito alla battaglia di Gamenario, l'esercito del Monferrato e quello del comune di Milano si spartirono le terre angioine; Alessandria, perciò, passò sotto la protezione di Luchino Visconti. La vittoria nella battaglia di Alessandria permise a Gian Galeazzo Visconti di unificare i suoi territori nel ducato di Milano. L'accentramento del potere nelle mani del duca, però, spinse i cittadini di Alessandria a sollevarsi, nel 1403. La rivolta venne domata dal condottiero casalese Facino Cane, che ne approfittò per restituire a Casale i corpi dei santi sottratti due secoli prima. Il condottiero, che sognava di creare un suo stato, si fece nominare signore di Alessandria, ma con la sua morte, avvenuta nel 1412, la città torno in pieno possesso dei Visconti. Nel 1417 Filippo Maria Visconti, per porre fine alle lotte tra le fazioni dei guelfi e dei ghibellini istituì il partito della Casa Ducale, accogliendovi famiglie nobili di entrambe le fazioni e concedendo ad esse uno stemma comune e una piazza dove riunirsi.
Nel 1447 si estinse la dinastia dei Visconti e i cittadini di Milano proclamarono la repubblica ambrosiana. Carlo di Valois, duca d'Orléans e signore di Asti vantava un diritto sul ducato e, perciò, diede inizio all'invasione delle terre milanesi saccheggiando e distruggendo i castelli di Annone e Felizzano. Gli alessandrini, guidati da Bartolomeo Colleoni, spezzarono l'assedio di Bosco Marengo e sconfissero gli astigiani, mettendo fine alla rivendicazione degli Orléans.

### Età moderna

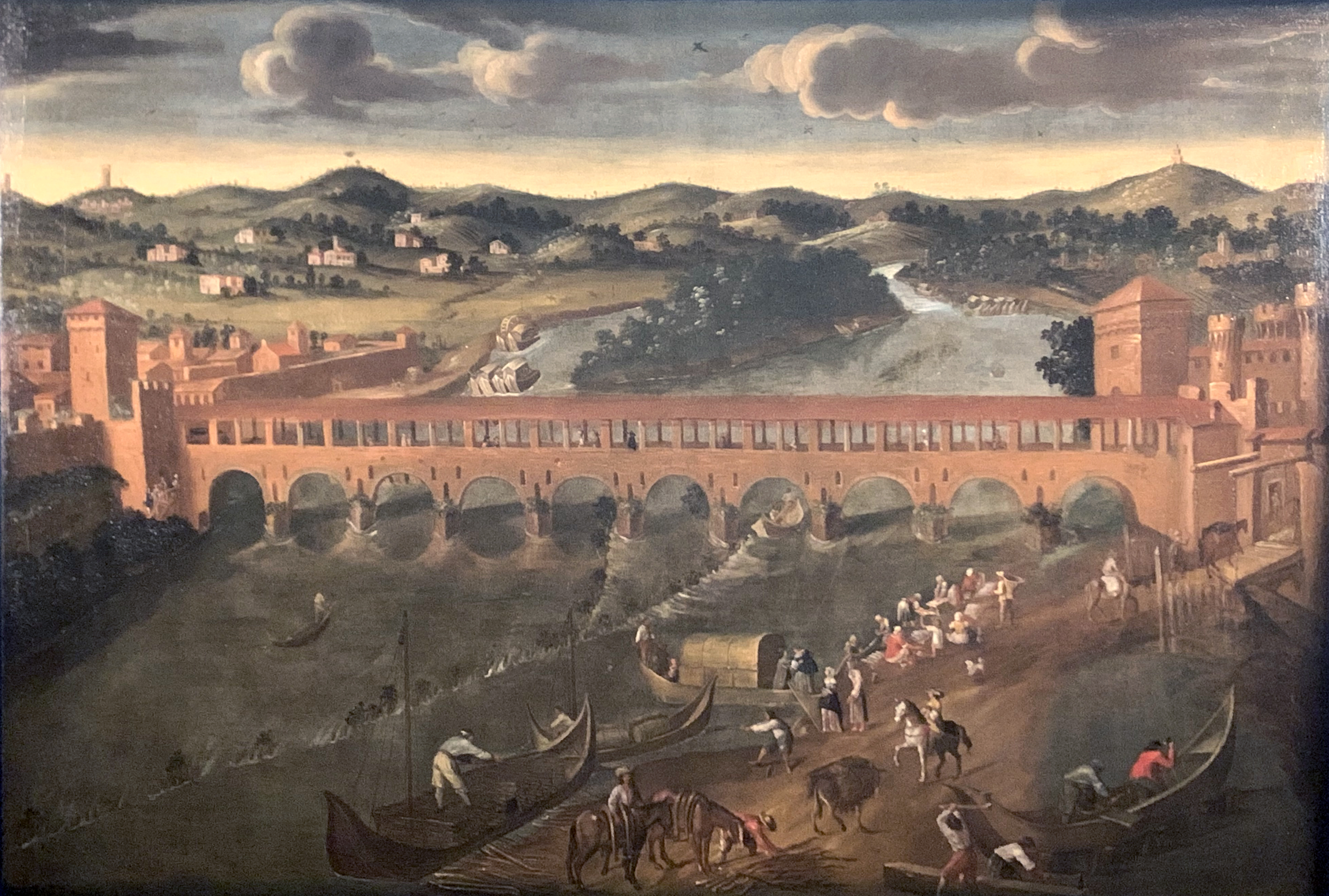
Raffigurazione del ponte coperto nel XVII secolo. Anonimo, olio su tela

Il contado di Alessandria, dunque, rimase stabilmente nelle terre milanesi e ne seguì le sorti: dapprima gli Sforza restaurarono il ducato, che venne poi occupato più volte dai francesi, colpevoli del saccheggio della città nel settembre 1527, e infine divenne una provincia spagnola. Con la sottomissione prima a Milano e poi alla Spagna, Alessandria perse quell'autonomia che l'aveva contraddistinta fin dalla fondazione, ma la stabilità guadagnata le permise di svilupparsi e diventare un importante nodo commerciale tra Genova e la Lombardia. Il ponte sul Tanaro, la cui costruzione era cominciata nel 1455 per volontà di Francesco Sforza, fu dotato di una nuova pavimentazione e di una copertura durante il XVII secolo.
La città fu anche colpita dalla guerra franco-spagnola: Armando di Borbone-Conti e Francesco I d'Este, alla guida dell'esercito franco-sabaudo, nel 1657 tentarono di conquistare Alessandria, difesa dall'esercito ispano-lombardo; l'assedio fallì e la città rimase lombarda.
Nel 1707, durante la guerra di successione spagnola, Alessandria fu occupata dall'esercito imperiale, comandato dal principe Eugenio. Al termine del conflitto, il trattato di Utrecht ne sancì l'annessione al ducato di Savoia. La posizione strategica della città, confinante con le province lombarde in mano all'Austria, spinse Vittorio Amedeo II a fortificarla militarmente, costruendovi un'imponente cittadella a pianta stellare, che prese il posto di Bergoglio. La sconfitta nella battaglia di Bassignana e il successivo assedio francese della nuova cittadella sembrarono segnare le sorti sabaude nella guerra di successione austriaca, ma la situazione venne ribaltata dalla successiva battaglia di Piacenza.

### Età contemporanea

#### Il periodo napoleonico

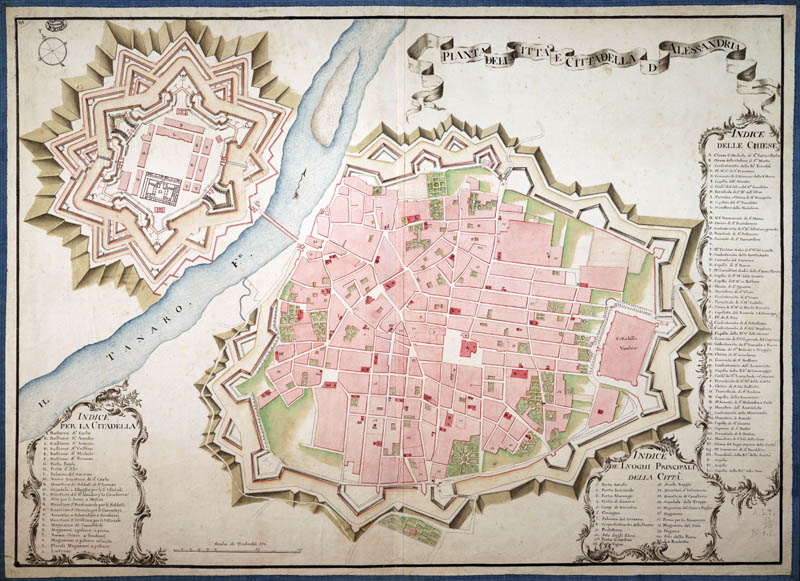
Alessandria in una carta del XVIII secolo.

La prima campagna d'Italia, dovuta alle mire espansionistiche della Francia rivoluzionaria, causò l'occupazione francese della cittadella. L'esercito russo, membro della seconda coalizione e comandato da Aleksandr Vasil'evič Suvorov, cacciò i francesi nel 1799. Con la vittoria francese nella seconda campagna d'Italia, conclusa dalla battaglia di Marengo, combattuta nel territorio alessandrino, l'intero ducato di Savoia passò sotto l'occupazione francese. L'annessione ufficiale alla Francia avvenne due anni più tardi, nel 1802, e Alessandria divenne capoluogo del dipartimento di Marengo. Napoleone decise grandi rinnovamenti architetturali per la città: la cittadella venne ampliata e fortificata e l'antica cattedrale gotica venne abbattuta in favore di una nuova, in stile neoclassico. Il galletto in ottone sottratto ai casalesi venne spostato sul palazzo del municipio, mentre l'angelo scomparve. Successivamente, nel 1814, la città venne conquistata dagli austriaci e il 30 maggio di quello stesso anno, dopo il trattato di Parigi, rientrò a far parte del ducato di Savoia.

#### Il Risorgimento
(Giosuè Carducci, Piemonte (Rime e ritmi))
L'insurrezione piemontese del marzo 1821, compresa nel contesto dei moti del 1820-1821, partì da Alessandria: gli insorti, guidati da Santorre di Santarosa, presero controllo della cittadella e proclamarono la costituzione, issando una bandiera tricolore per la prima volta nella storia del risorgimento (non è chiaro se verde, bianca e rossa oppure di altri colori). La rivolta, che non riuscì, spinse Carlo Felice di Savoia a cedere alle pressioni dell'impero austriaco, che già in precedenza aveva proposto al re di Sardegna un'occupazione preventiva della cittadella per combattere un'eventuale insurrezione, mirando a spostare il confine occidentale dell'impero ad Alessandria. La cittadella subì l'occupazione straniera per due anni. Andrea Vochieri e cinque militari che avevano partecipato all'insurrezione vennero in seguito fucilati.
Agli inizi del novecento iniziò la demolizione della cinta muraria che si concluse, poi, negli anni sessanta del XX secolo.
Nel 1847 la città fu inglobata nel regno di Sardegna. La vittoria austriaca nella prima guerra d'indipendenza italiana portò all'armistizio di Vignale, con il quale l'Austria ottenne, per la seconda volta, il permesso per occupare la cittadella. Questa volta, però, per pochi mesi, grazie alle pressioni di Francia e Inghilterra, che ritenevano le condizioni imposte troppo severe. Durante la guerra, inoltre, il governo sardo, che temeva un'avanzata austriaca, decise di rimuovere la copertura del ponte, così da facilitare una sua eventuale demolizione. Nell'ottobre 1859 fu scelta come una delle prime quattro province piemontesi. Nel 1861 il regno di Sardegna diventò il regno d'Italia.

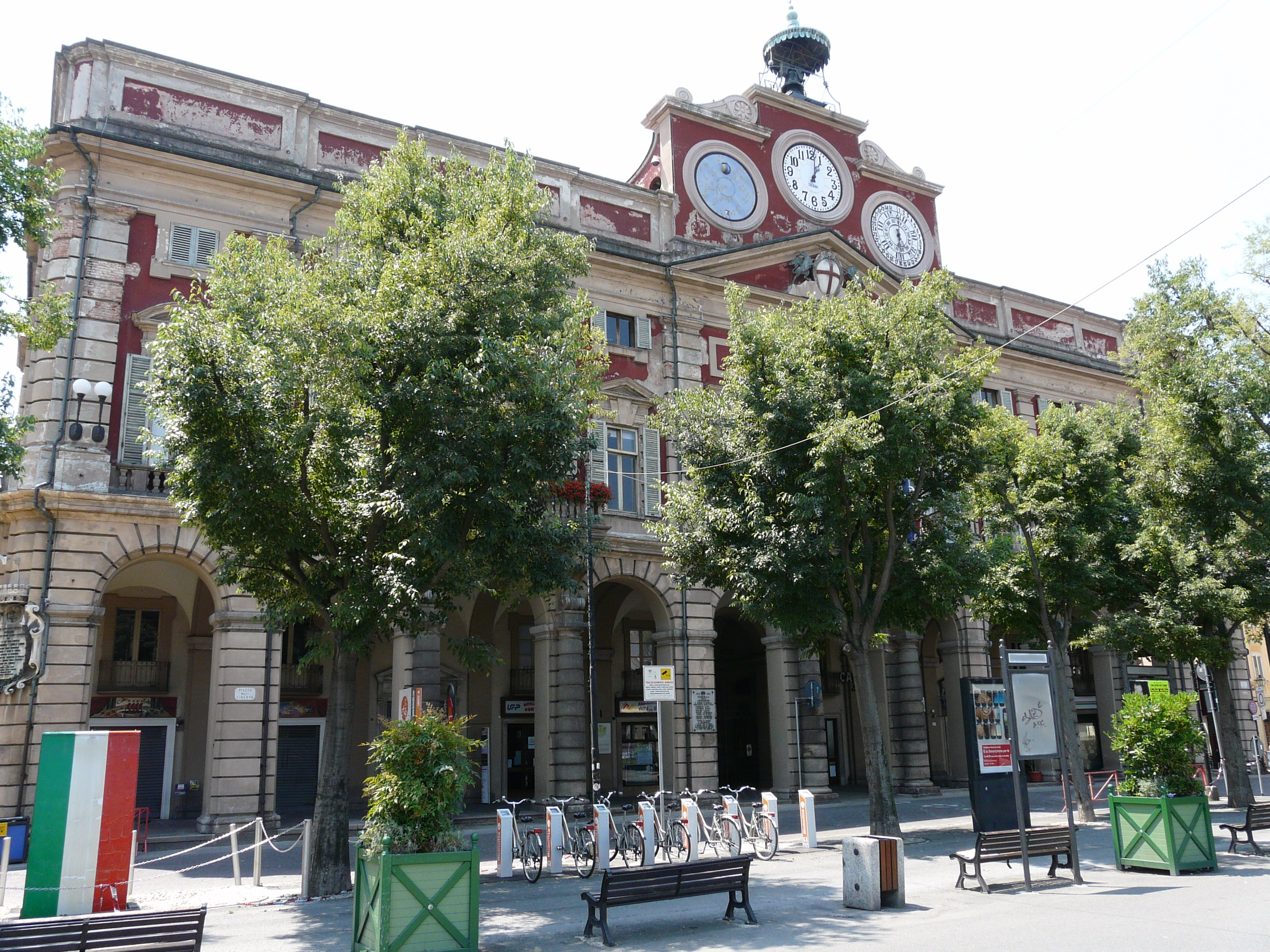
Il municipio di Alessandria

#### Alessandria italiana
La nascita delle ferrovie e l'incremento dei commerci nel Nord-Italia, alla fine dell'Ottocento trasformarono Alessandria in uno dei punti nevralgici per il mercato italiano. Per la sua posizione, tra Torino, Milano e Genova, la città conobbe un grande incremento demografico, che portò ad un'espansione del territorio cittadino, e ad un importante sviluppo industriale, testimoniato dal successo di aziende come i cosmetici Paglieri, i profumi Gandini e, soprattutto, la Borsalino, la cui produzione di caratteristici cappelli in feltro diventò famosa in tutto il mondo. Nel 1891 fu inaugurato il nuovo ponte sul Tanaro, in mattoni e pietra. Il 25 luglio 1899 diventò la prima città italiana capoluogo di provincia ad essere governata da una giunta a maggioranza socialista.
Nel corso della seconda guerra mondiale, la città subì ripetuti e pesanti bombardamenti aerei e la sua sinagoga fu saccheggiata e parzialmente distrutta.
Nel dopoguerra Alessandria seguì le sorti dell'Italia settentrionale, conoscendo inizialmente quello sviluppo e quella forma di benessere che si diffuse nel nord con il boom economico. La città venne anche scossa dai fatti di cronaca a sfondo politico che insanguinarono l'Italia degli anni settanta: il 9 e il 10 maggio 1974, una rivolta interna al carcere si risolse tragicamente, con 7 persone morte e 14 ferite: quest'episodio fu ricordato come la "Strage di Alessandria". Inoltre, fu in una cascina nei pressi della città piemontese che si tennero le prime riunioni del gruppo delle Brigate Rosse ed ebbe luogo il sequestro Gancia.
Il 6 novembre 1994 Alessandria fu pesantemente colpita da una grave alluvione, che colpì ampie zone residenziali (specialmente i quartieri Orti, Rovereto, Borgoglio, Borgo Cittadella, Astuti e San Michele) e varie frazioni, provocando la morte di undici persone.
Nel 1998 la città diventò sede, assieme a Novara e Vercelli, dell'Università degli studi del Piemonte Orientale "Amedeo Avogadro".
Nel 2001 venne inaugurato un nuovo ponte sul Tanaro, il ponte Tiziano; anche il ponte Cittadella venne nuovamente ricostruito, nel 2016.

### Simboli
Stemma

Stemma del Comune

Lo stemma di Alessandria è praticamente coevo alla fondazione della sua città. Fu stabilito nel 1175 a ricordo della fine dell'assedio del Barbarossa.
Con decreto del capo del governo n. 3059-6 del 6 marzo 1941, lo stemma di Alessandria è blasonato in questo modo:
I sostegni, quindi, sono al naturale, cioè fulvi nella parte bassa, tronco e zampe, del leone e marroni nella parte alta, ali e zampe, dell'aquila. In origine i sostegni erano due angeli, ma, nel 1814, furono sostituiti con i grifoni.
Alcuni ritengono che la croce di rosso sia riconducibile allo stemma di Milano, adottato da molti comuni appartenenti alla Lega Lombarda. Altri sostengono la tesi per cui la croce di rosso, invece, sia riconducibile al dono che papa Alessandro III offrì alla città in occasione del conferimento dello ius episcopale: il Vexillum Beati Petri', appunto, di bianco alla croce di rosso.
Gonfalone

### Onorificenze
Nel 2016 riceve la menzione speciale per: "… il costante impegno per l’accessibilità in tempi difficili, per il suo impegno per rendere l’ambiente urbano accessibile per tutti i cittadini indipendentemente dalla loro capacità o età" nell'ambito del Premio europeo per le città accessibili, conosciuto anche con il suo nome inglese di Access City Award.

## Monumenti e luoghi d'interesse
Il centro della città è caratterizzato dalla vastità di Piazza della Libertà, anticamente Platea Maior. La piazza d'armi voluta da Napoleone fu ottenuta mediante la demolizione, avvenuta nel 1803, dell'antica cattedrale di San Pietro del XII secolo con opere di ampliamento del XIII secolo dell'architetto Ruffino Bottino di Casale. Agli inizi degli anni 2000 sono stati portati alla luce una parte dei resti delle fondamenta per studi di approfondimento e poi ricoperti. Al centro di essa sorge la statua di Urbano Rattazzi, opera di Ferruccio Pozzato, che sostituisce la fusione più antica di Giulio Monteverde, demolita per ricavarne metallo nel 1943, durante la seconda guerra mondiale.

### Architetture civili
XII-XIII secolo
- Palatium Vetus. Il palazzo, nella centrale piazza della Libertà, venne costruito intorno al 1170. Ha avuto funzione di Broletto, nei secoli XIII e XIV, quindi centro della vita politica, amministrativa e giudiziaria del comune medioevale. Dopo molte vicissitudini nel 1856 il Comune di Alessandria lo cede allo Stato che ci sistema il corpo di guardia del Comando di Divisione. Fino al 1995 l'edificio ha ospitato il Presidio e il Distretto Militare e, dal 2012, è sede della Fondazione cassa di risparmio di Alessandria che ne ha completamente finanziato il restauro.

XVII secolo
- Palazzo Guasco. Situato nell'omonima via Guasco la sua storia risale ai primi secoli dalla fondazione della città. L'attuale conformazione è del secolo XVIII. L'ala destra del palazzo è sede di alcune sezioni dell'Amministrazione Provinciale: la Direzione Economia e Sviluppo della Provincia di Alessandria (che comprende l'Assessorato alla Cultura e l'Assessorato al Turismo), la Biblioteca Provinciale di Editoria locale, l'Istituto per la Storia della Resistenza e della Società Contemporanea e la Galleria d'Arte Moderna. In attesa di restauro di alcuni saloni del palazzo che conservano la struttura architettonica settecentesca. L'ala sinistra del palazzo, invece, è proprietà privata. Degno di nota il piccolo teatro, non aperto al pubblico, presente all'interno dell'ala privata.

XVIII secolo
- Palazzo del Municipio o Palazzo Rosso. Definito Palazzo Rosso dal colore della facciata, fu edificato nel XVIII secolo, è dotato di un particolare orologio a tre quadranti (da notare sulla sommità il galletto sottratto dagli alessandrini ai casalesi nel 1225); distrutto dai bombardamenti di guerra nel 1944 l'edificio che si presenta è il risultato di un successivo intervento di ricostruzione.
- Palazzo Ghilini. Eretto da Tommaso Ottaviano Antonio Ghilini marchese dell'omonima famiglia, è sede dell'Amministrazione Provinciale e della Prefettura. Progettato da Benedetto Alfieri nel 1733, di pregevoli forme barocche, considerato il più bello e monumentale della città.
- Palazzo Cuttica di Cassine. Futura sede del Museo Civico e già sede del Conservatorio Statale di Musica "Antonio Vivaldi" e precedentemente del liceo musicale.
- Palazzo dal Pozzo. Situato in piazzetta Santa Lucia, risalente al XVIII secolo di stile prettamente barocco. È stato sede della Società del Casino dal 1862 al 1868, per alcuni decenni dell'Archivio Notarile e dal 1962 al 1982 nuovamente della Società del Casino.
- Arco di trionfo. Situato al termine di via Dante fu eretto nel 1768 a ricordo della visita di Vittorio Amedeo III e di Maria Antonia di Spagna. È un raro esempio di arco settecentesco.
- Palazzo Prati di Rovagnasco. Costruito verso la metà del Settecento per volontà del marchese Carlo Giacinto Prati, l'edificio è stato ristrutturato e in parte alterato dopo la Seconda Guerra Mondiale ed è distribuito su tre piani che si snodano con una pianta ad U intorno a un cortile centrale: un corpo principale che si affaccia su via XXIV Maggio e da due ali laterali lungo le vie Giuseppe Verdi e San Giacomo della Vittoria. I tipici elementi decorativi dello stile barocco sono ridotti secondo un gusto ormai orientato come in edifici coevi verso forme di austerità classicheggiante, tanto che il palazzo può essere considerato la più severa fra le dimore signorili del Settecento alessandrino.[19]

XIX secolo
- Villa Guerci.
- Galleria Guerci. si tratta di un “passage” con tetto vetrato che unisce via san Giacomo della Vittoria a via san Lorenzo e deve il suo nome a Giovanni Guerci (1834-1908), impresario e costruttore alessandrino che la fece erigere nel 1895.
 Fu restaurata nel 1948 dopo i danni subiti dai bombardamenti aerei nel 1945.

XX secolo
- Palazzo del Monferrato. Sito in via San Lorenzo, è stata edificato nel 1932-1933 su progetto dell’architetto torinese Giovanni Chevalley come sede della Camera di Commercio sino al 2001 ed attualmente è sede di mostre artistiche e pittoriche.
- Dispensario antitubercolare e Laboratorio provinciale di igiene e profilassi. Opera di Ignazio Gardella, realizzate tra il 1934 e il 1939, sono considerate capolavori dell'architettura del Razionalismo italiano.
- Palazzo delle Poste. Edificato tra il (1939 e il 1941) di stile schiettamente razionalista è decorato con un bel mosaico lungo 38 metri di Gino Severini sulla facciata.
- Casa Borsalino. Opera dell'architetto Ignazio Gardella progettata tra il 1949 e il 1951 e realizzata nel 1952.
- Palazzo di Giustizia.

XXI secolo
- Ponte Cittadella. Il ponte detto appunto "Cittadella" è, per la sua storia e la sua importanza strategica, il principale ponte di Alessandria che unisce le due sponde cittadine del fiume Tanaro. Nell'agosto del 2009 è stato demolito il terzo ponte della storia della città dalla sua fondazione inaugurato nel 1891.[20] Il ponte del 1891 rimpiazzò un più antico ponte in pietra coperto, inaugurato nel 1455 che a sua volta sostituì un originario ponte in legno. Il Comune di Alessandria incaricò nel 1996 l'architetto Richard Meier di progettare un nuovo ponte a campata unica. L'attuale è stato inaugurato il 23 ottobre 2016.

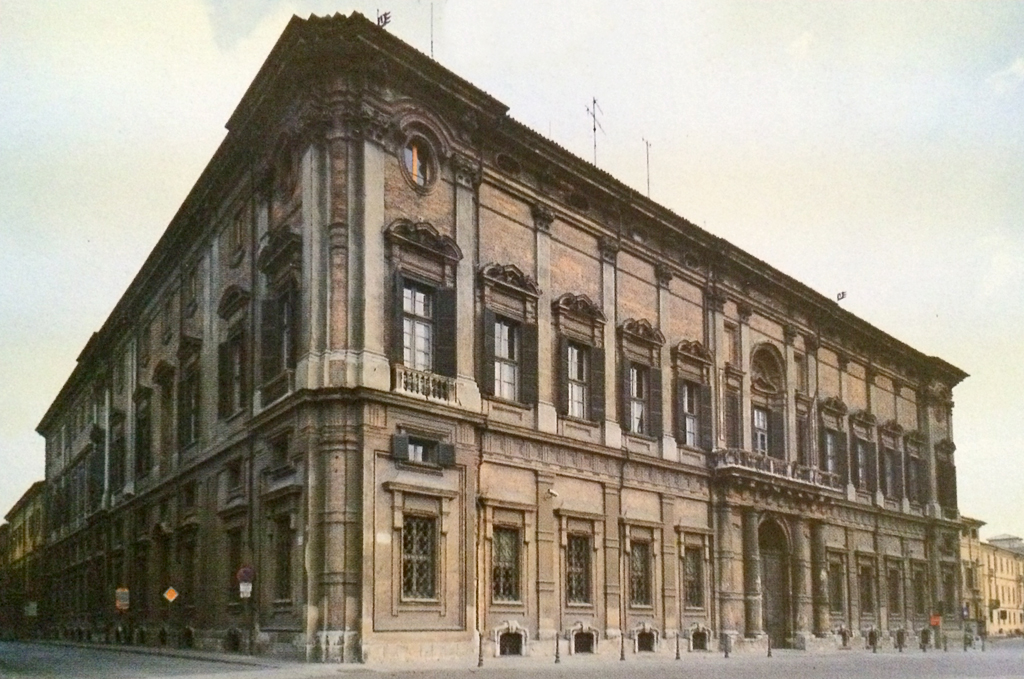
Palazzo Ghilini
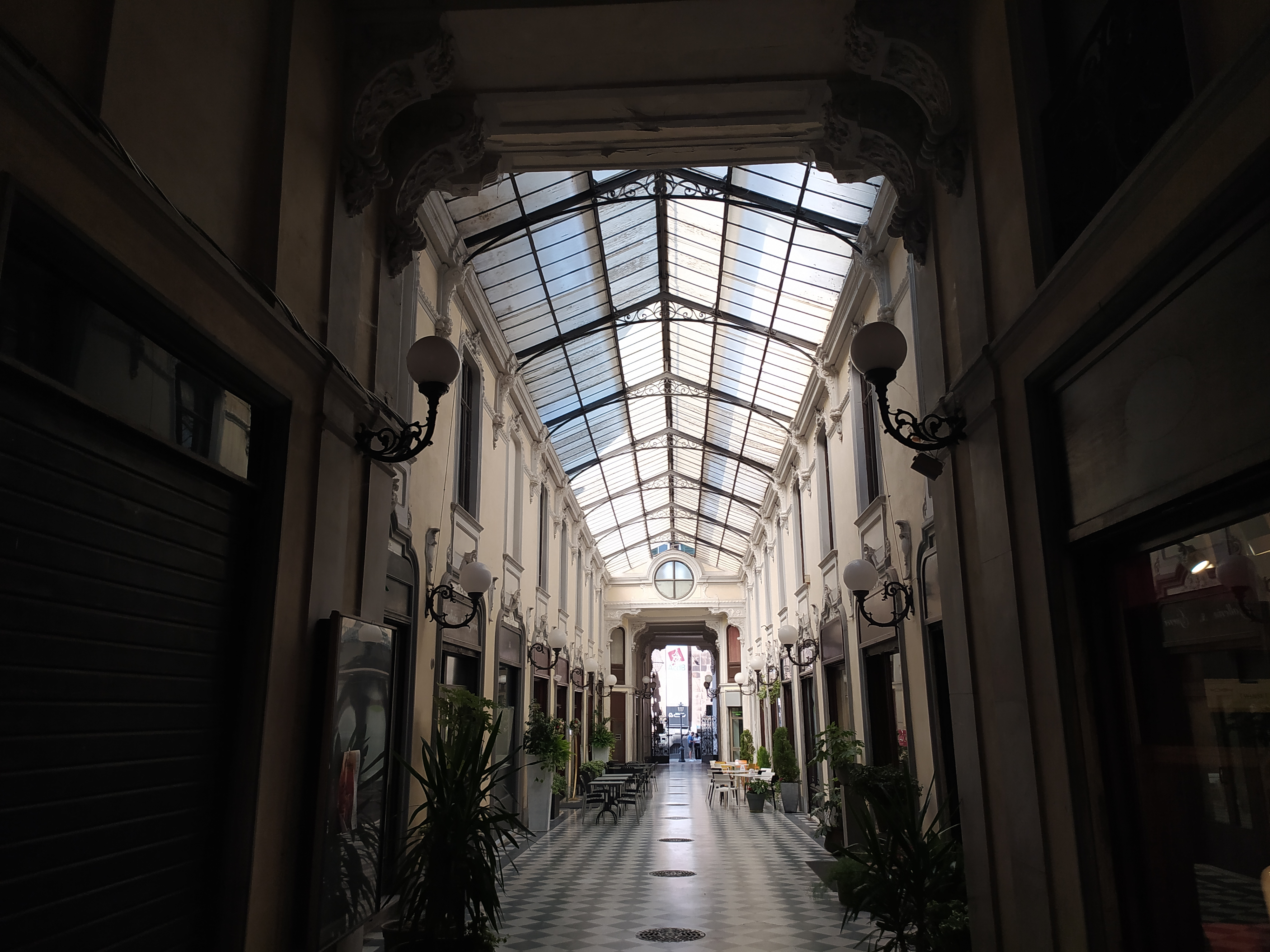
Veduta Galleria Guerci
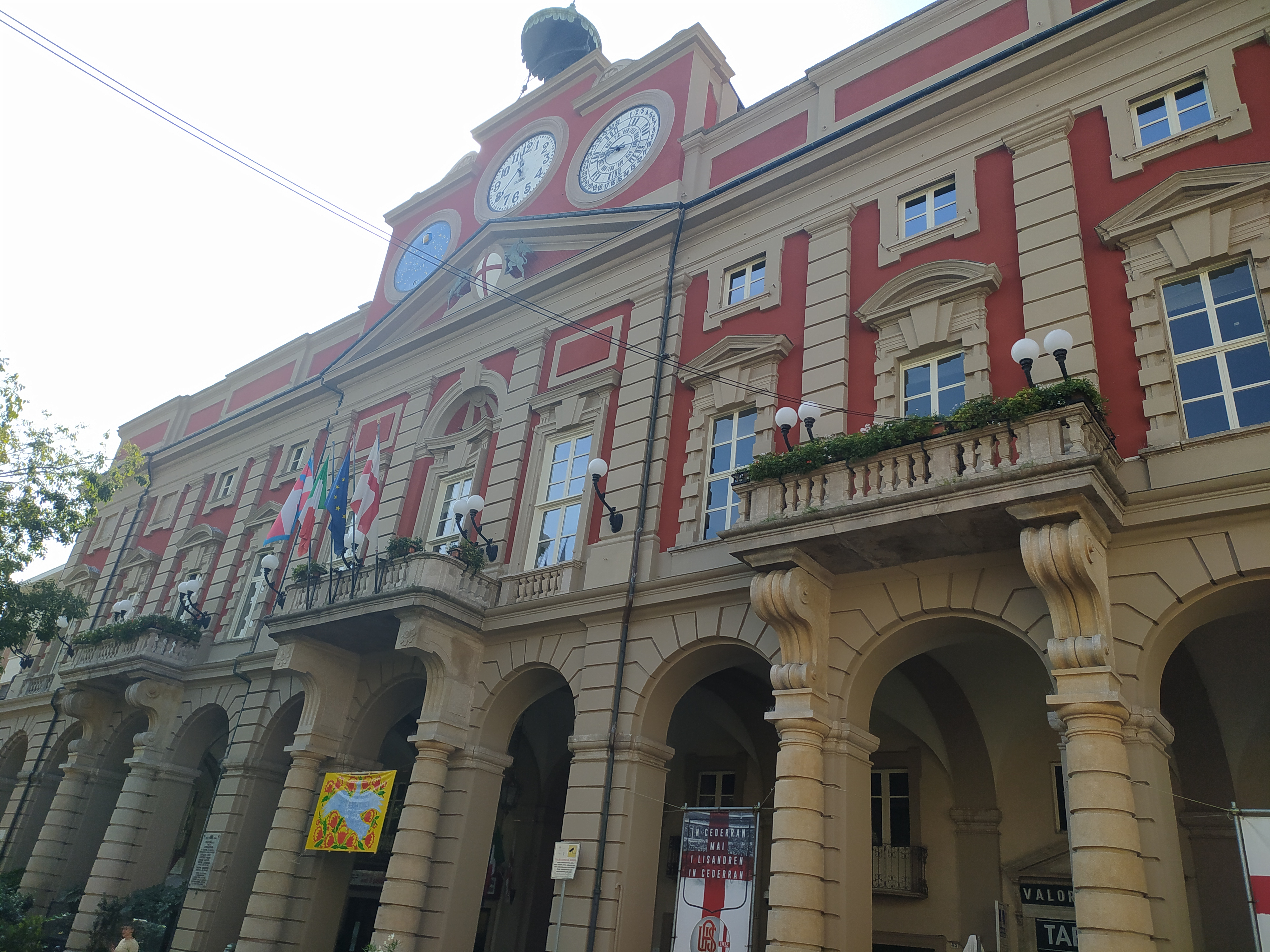
Veduta facciata Palazzo Rosso
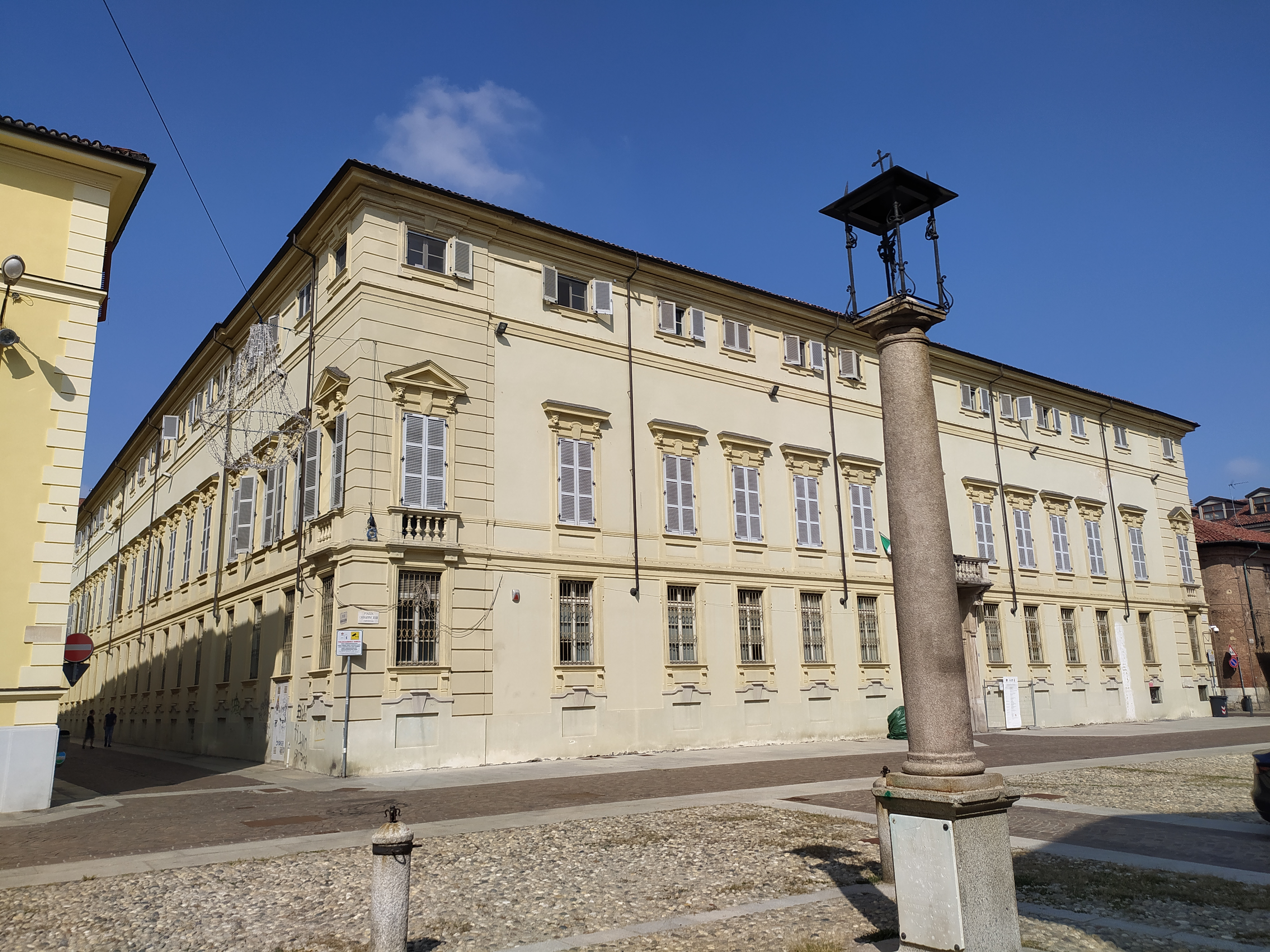
Palazzo Cuttica di Cassine
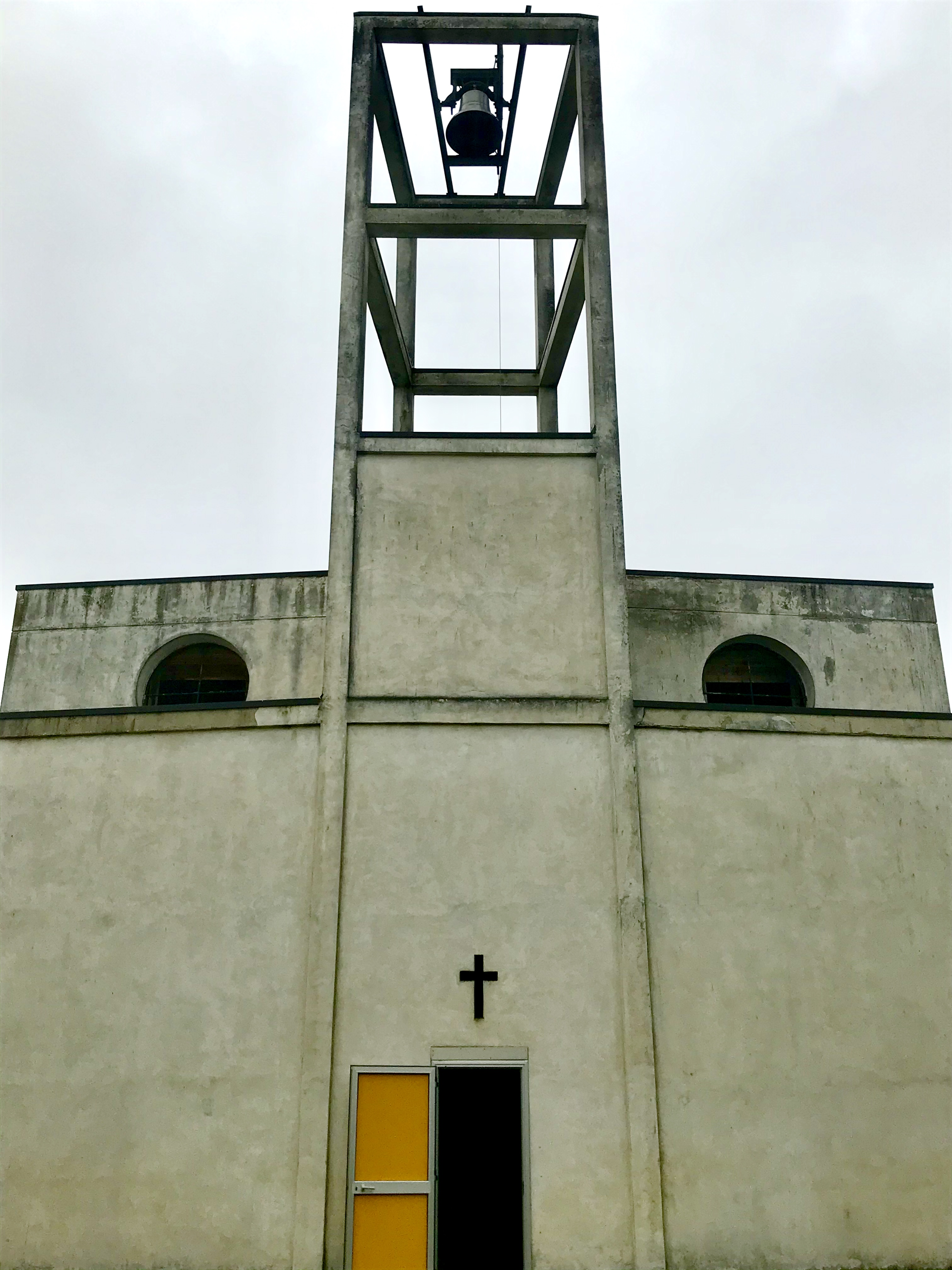
Facciata e torre campanaria della chiesa di Ignazio Gardella al Presidio riabilitativo "Borsalino"
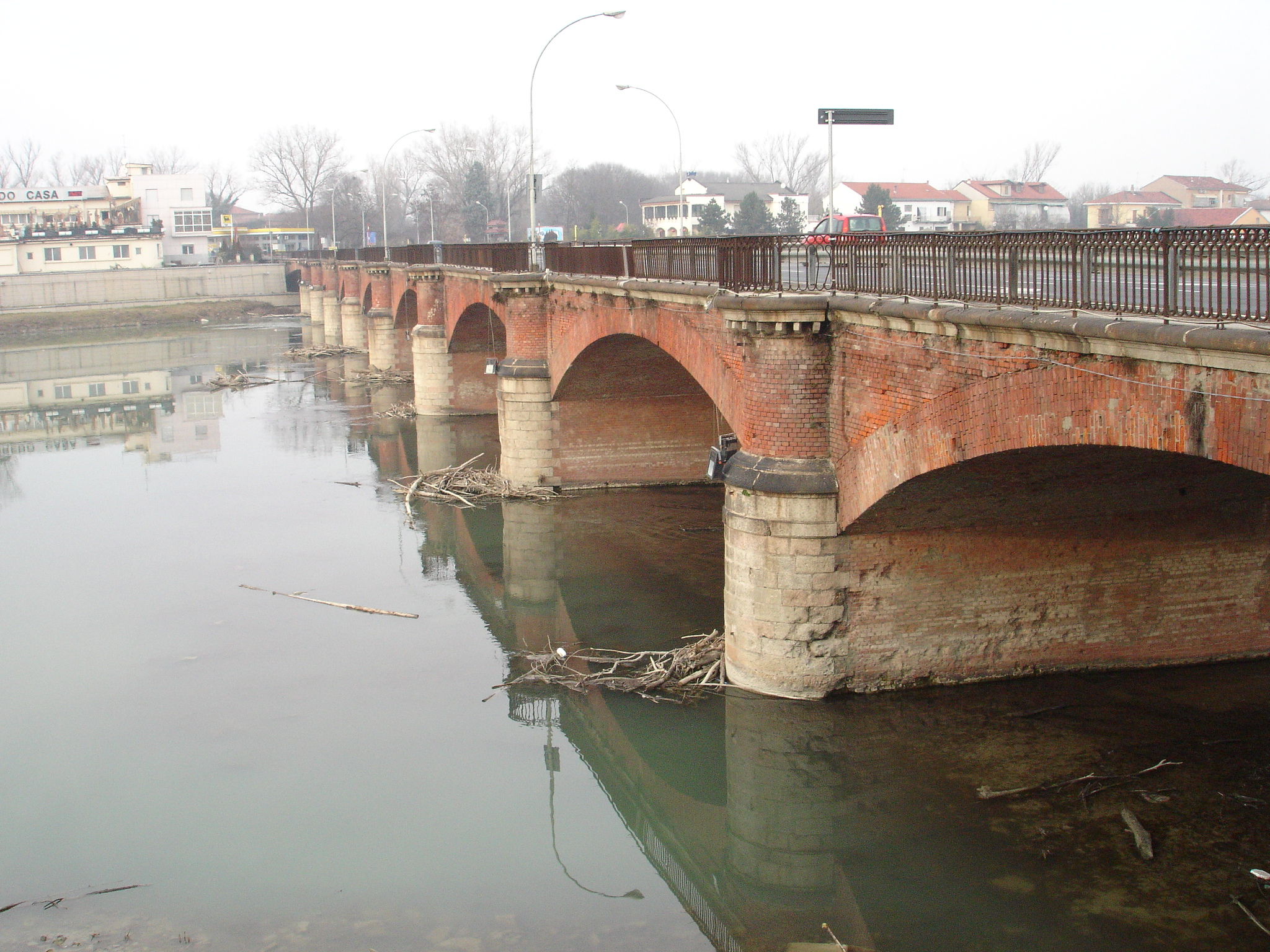
Il ponte Cittadella come si presentava prima della demolizione del 2009
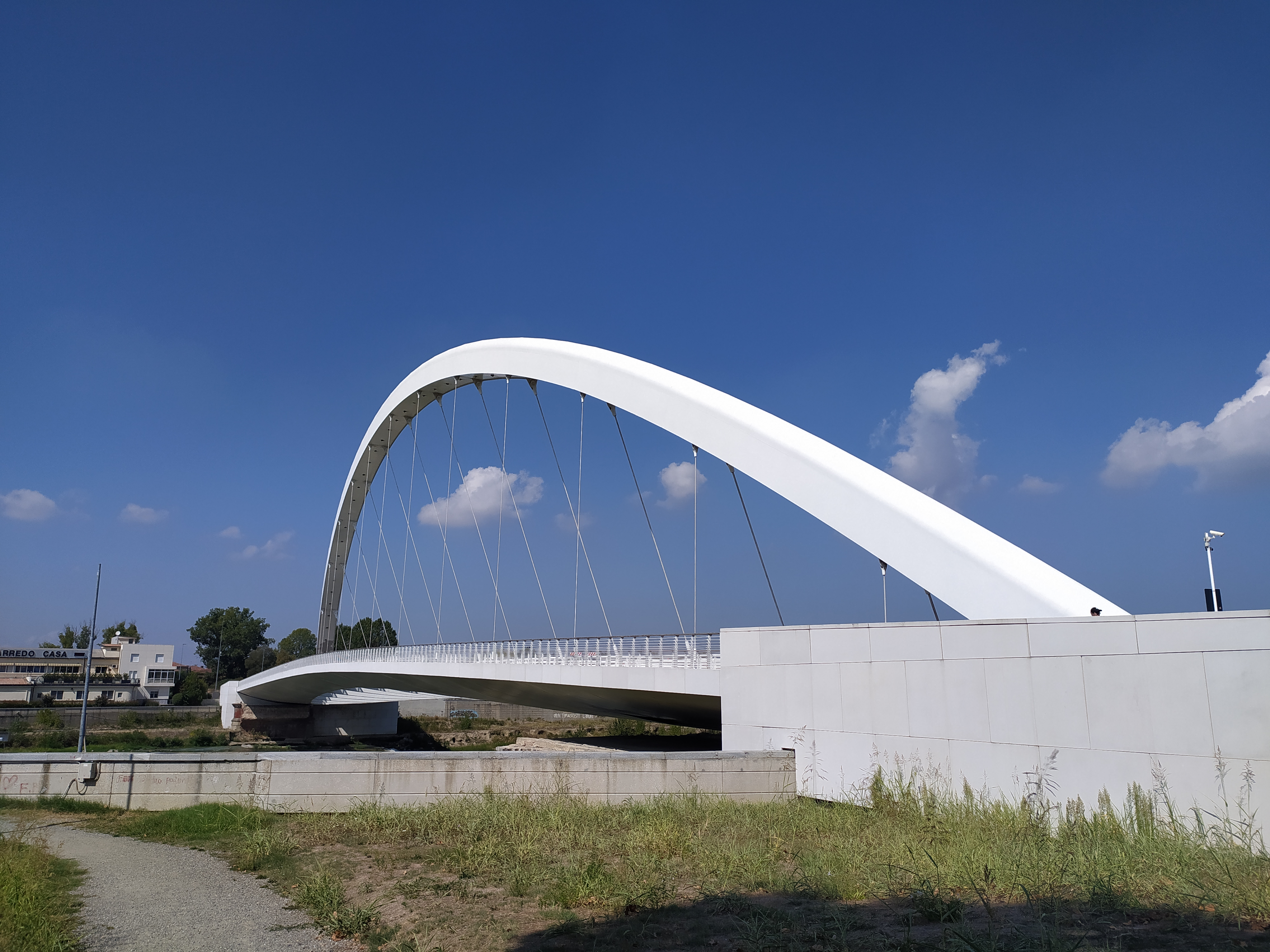
Veduta nuovo Ponte Meier sul Tanaro

### Architetture religiose
XII-XIII secolo

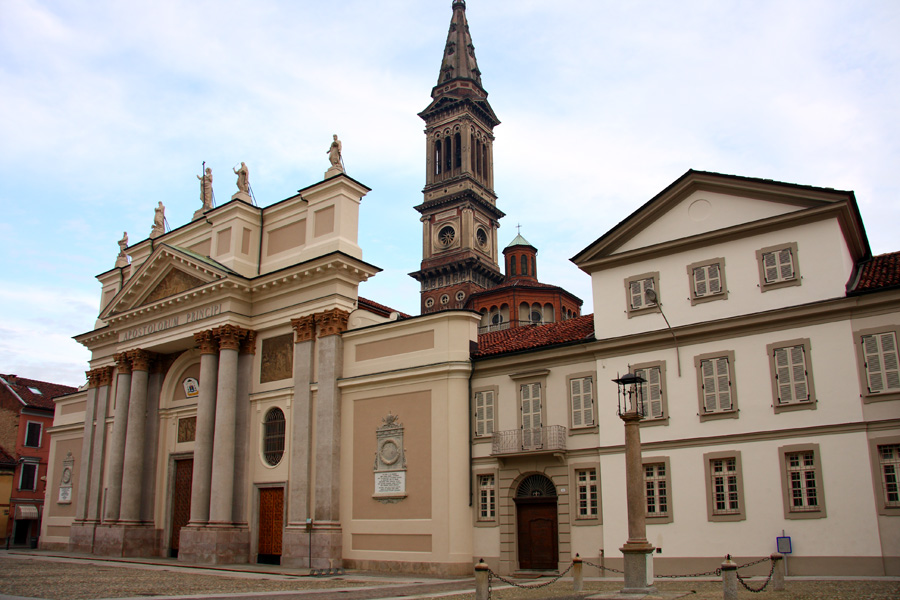
La Cattedrale dei Santi Pietro e Marco

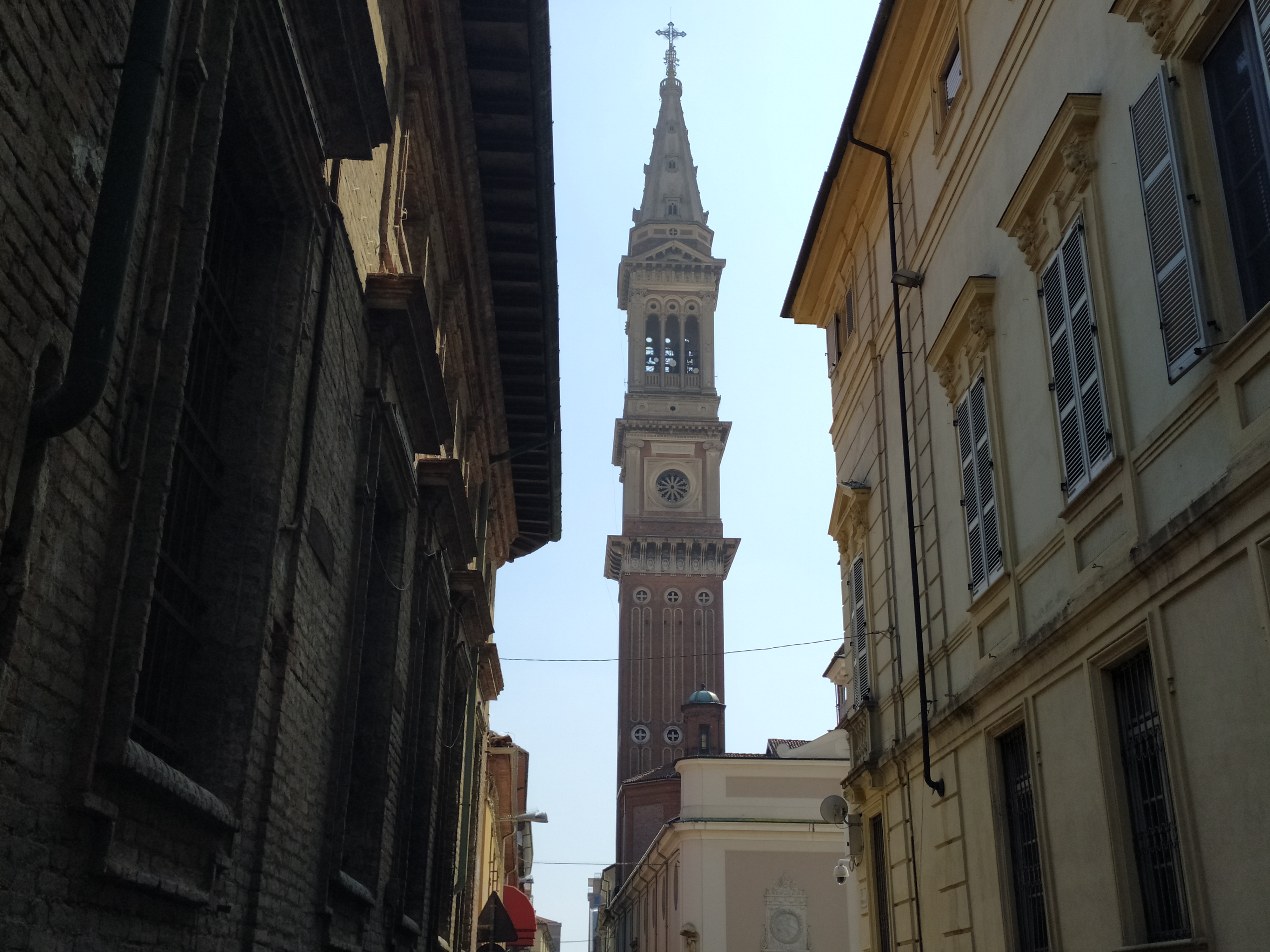
Campanile della Cattedrale

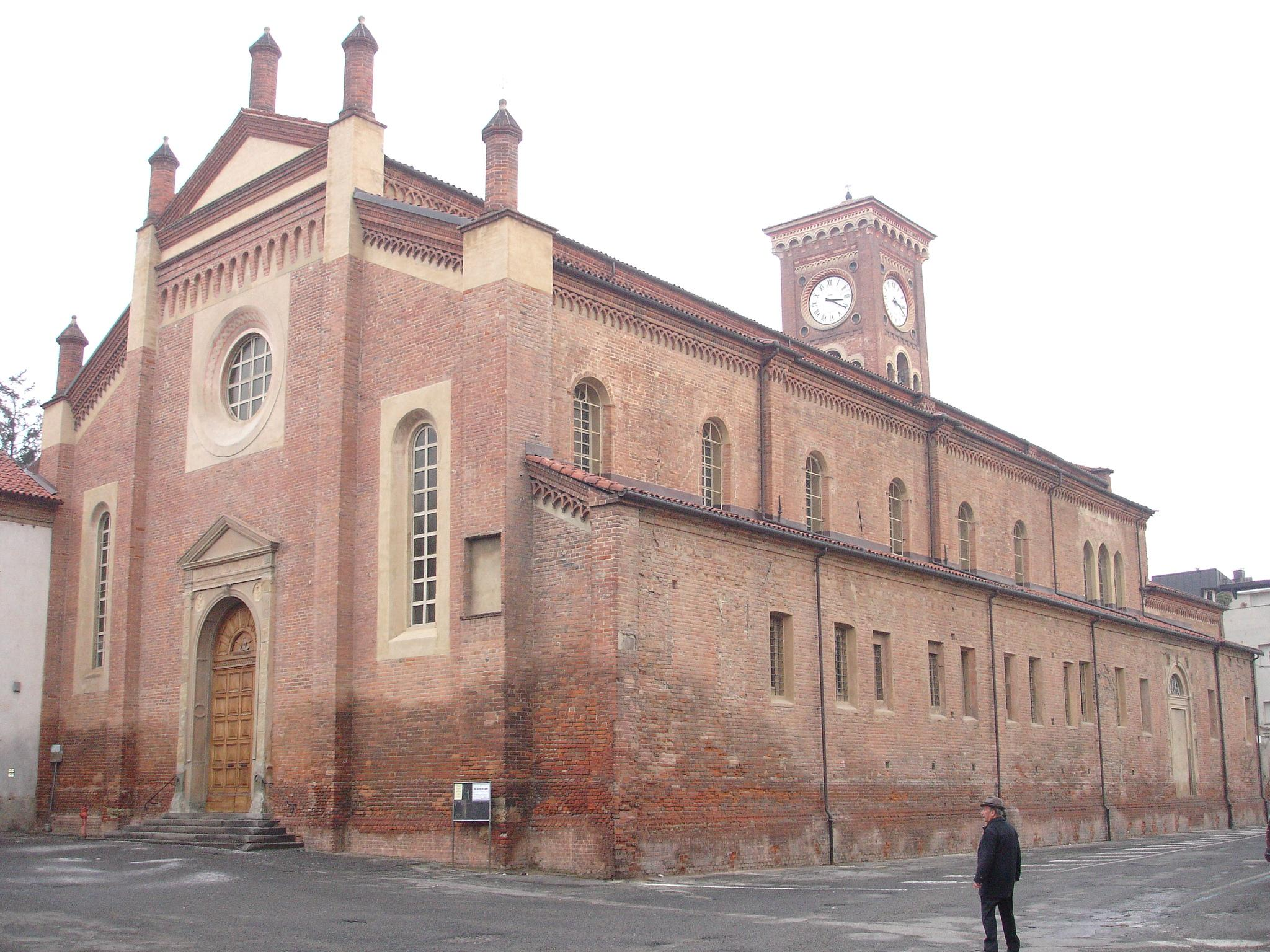
La Chiesa di Santa Maria di Castello

- Cattedrale di San Pietro, demolita. Antica cattedrale di Alessandria, edificata contestualmente alla fondazione della città. Per oltre seicento anni, con demolizioni, rifacimenti, abbellimenti e riadattamenti, è stata il cardine principale del tessuto urbano alessandrino, religioso e civile. La cattedrale venne demolita nel 1803 su ordine di Napoleone Bonaparte[21].
- Chiesa di santa Maria di Castello. In seguito alla demolizione della cattedrale risulta essere la più antica della città, risale al XII secolo ma si rilevano due sedimenti ancora più antichi, dell'VIII e IX secolo. Situata nel cuore di borgo Rovereto, fonde una stratificazione di stili di epoche diverse; nei sotterranei si possono osservare i resti delle due precedenti chiese.
- Complesso conventuale di San Francesco, sconsacrato. Era, nel medioevo, uno dei principali edifici religiosi della città di Alessandria. Si estendeva su gran parte dell’isolato compreso tra le odierne via XXIV Maggio, su cui si apriva l’accesso principale, via Cavour, corso Cento Cannoni, via Lanza, vicolo dal Verme e via san Giacomo della Vittoria.[22] Nel 1802 la chiesa venne abbandonata dai francescani con la soppressione degli ordini religiosi imposta da Napoleone; l'intero complesso fu quindi adibito a caserma di cavalleria, prima, e ospedale militare poi.

XIV-XV secolo
- Chiesa di San Giacomo della Vittoria. La chiesa fu fatta erigere come forma di ringraziamento per la vittoria riportata dalla città di Alessandria e dalle truppe viscontee, agli ordini del condottiero veronese Jacopo Dal Verme, contro i francesi, guidati da Giovanni III d'Armagnac. La vittoria, che costò anche la vita al Conte d'Armagnac, avvenne il 25 luglio 1391, giorno di san Giacomo.
- Chiesa di santa Maria del Carmine. È tra le chiese più antiche della città di Alessandria, fondata dall'Ordine della Beata Vergine del Monte Carmelo nel XIV secolo.
- Complesso conventuale di San Bernardino, demolito. Venne fondato dall'Ordine dei frati Minori della regolare osservanza intorno al 1430. Soppresso dal regime napoleonico nel 1802, fu completamente atterrato nel 1841 per far luogo all'edificio di un nuovo penitenziario realizzato tra il 1841 e il 1845.

XVII secolo
- Chiesa della Beata Maria Vergine del Monserrato. Unico edificio superstite in città del periodo della dominazione spagnola, e situata nell'omonima piazza, si trova nel cuore del centro storico di borgo Rovereto a pochi passi dalla chiesa di Santa Maria di Castello.

XVIII secolo

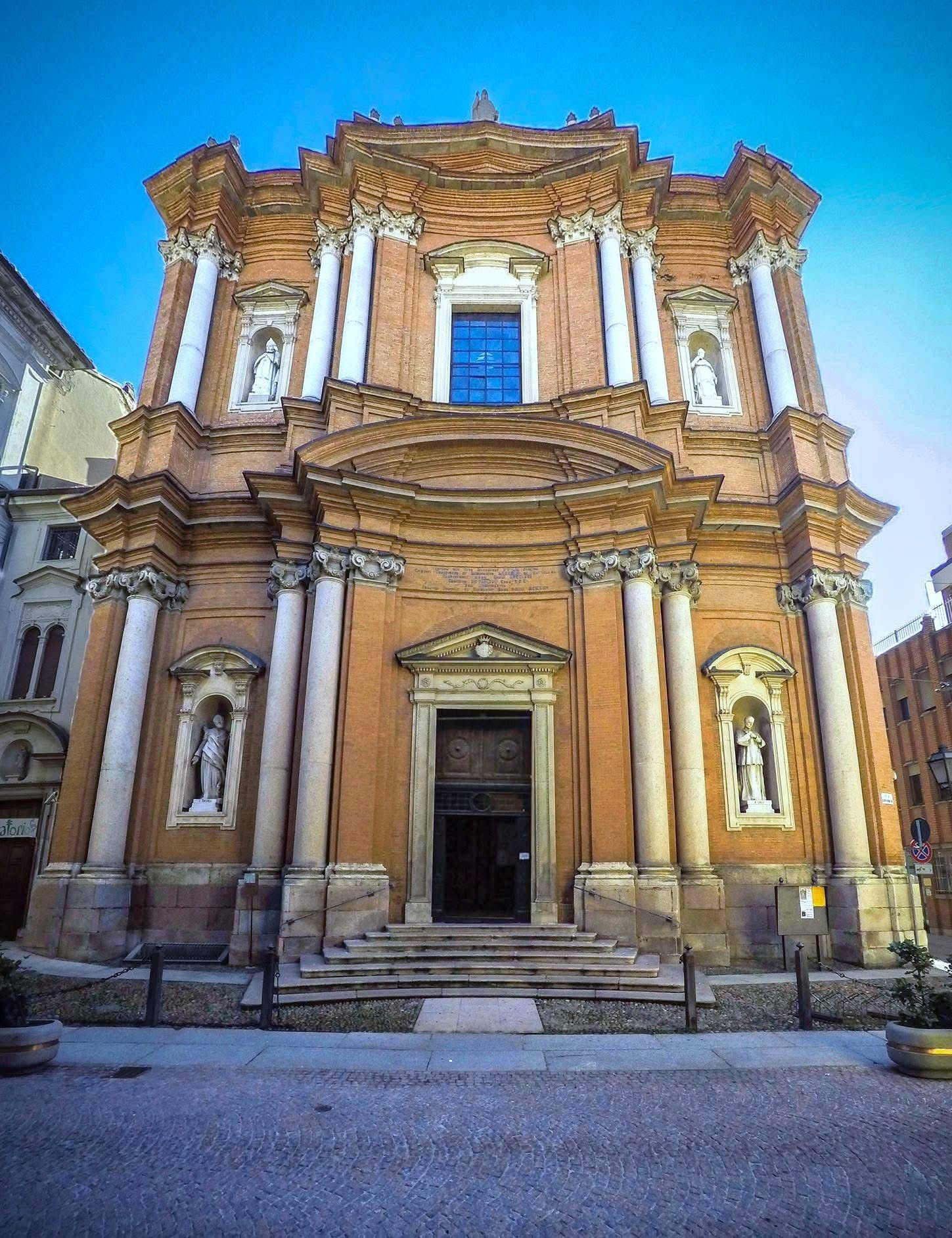
La chiesa di Sant'Alessandro

- Chiesa di Sant'Alessandro. Esempio di architettura barocca del centro storico cittadino, fu edificata alla metà del XVIII secolo dall'Ordine dei Barnabiti. Utilizzata dal 1803 al 1810 come Duomo interinale in seguito alla demolizione da parte delle truppe francesi di Napoleone del vecchio Duomo di San Marco, nel 1805 fu visitata da Papa Pio VII di ritorno da Parigi. Nella cripta della chiesa dimorano le spoglie del letterato alessandrino del XVIII secolo Giulio Cesare Cordara[23][24].
- Chiesa di santo Stefano. Inserita nel tessuto urbanistico di borgo Rovereto, fu costruita nella seconda metà del XVIII secolo a causa della demolizione di una precedente chiesa di Santo Stefano, esistente a Bergoglio, e demolita unitamente a tutto il borgo a partire dal 1728, per lasciare spazio alla nuova costruzione della cittadella militare.
- Chiesa di san Lorenzo.
- Chiesa di san Rocco.
- Chiesa di san Giovannino. La chiesa è la sede della Veneranda Confraternita del Santissimo Crocifisso di Alessandria.
- Chiesa di santa Lucia.
- Chiesa dei santi Sebastiano e Dalmazzo.
- Chiesa della Beata Maria Vergine Assunta.
- Chiesa di Santa Varena.
- Chiesa della Beata Vergine del Rosario.
- Chiesa del Santissimo Nome di Maria.

XIX secolo
- Cattedrale dei Santi Pietro e Marco. Quasi adiacente a piazza della Libertà, sede della antica cattedrale, è la piccola ed elegante piazza del Duomo, con la nuova cattedrale neoclassica (costruita tra il 1807 e il 1810, poi rimaneggiata tra il 1874 e il 1879; conserva al suo interno la statua lignea della Madonna della Salve. Sul lato sinistro della facciata spicca Gagliaudo che regge una formaggetta lodigiana, scultura romanica raffigurante l'eroe alessandrino che secondo la leggenda si distinse nel corso dell'assedio del Barbarossa. Da notare sul fianco destro della Cattedrale l'altissimo e imponente campanile di gusto eclettico, costruito a più riprese fra l'ultimo decennio dell'Ottocento e il 1922; con i suoi 106 metri di altezza è il terzo più alto d'Italia dopo il Campanile di Mortegliano e il Torrazzo di Cremona. Il campanile contiene un concerto di 5 campane in do3 maggiore.
- Chiesa dei santi Antonio e Biagio.
- Santuario Beata Maria Vergine di Loreto.
- Chiesa della Beata Maria Vergine delle Grazie.
- Chiesa del Cimitero urbano.
- Chiesa del Cuore Immacolato di Maria.
- Chiesa di Maria Santissima della Misericordia.
- Sinagoga di Alessandria. Costruita nel 1871, su progetto dell'architetto Giovanni Roveda, è un esempio monumentale di sinagoga ottocentesca italiana. Si trova nel centro storico, nell'area del vecchio ghetto.

XX secolo
- Chiesa di san Baudolino.
- Chiesa di san Giovanni Evangelista.
- Chiesa di san Pio V.
- Santuario Nostra Signora di Lourdes.
- Chiesa di san Giuseppe.
- Santuario del Sacro Cuore.
- Santuario di san Giacomo.
- Chiesa di san Gaudenzio martire, chiesa cattolica di Rito greco-bizantino costruita nel 1994 per le comunità romena, moldava, serba, montenegrina, greca, bulgara e per la minoranza serba della Croazia.

### Architetture militari
XVIII secolo
- Cittadella Militare. Sorge sulla sponda sinistra del fiume Tanaro. È un'imponente costruzione militare innalzata su progetto di Ignazio Bertola, una delle principali al mondo per importanza. La costruzione, voluta da Vittorio Amedeo II di Savoia nel XVIII secolo, comportò l'evacuazione e la demolizione dell'intero quartiere di Borgoglio. Di proprietà dell'Agenzia del Demanio, è visitabile grazie alle guide preparate dal FAI: è a pianta stellare, con sei bastioni attorniati da fossati. Di notevole interesse architettonico-militare i quartieri militari con gli edifici settecenteschi e ottocenteschi

XIX secolo
- Caserma Valfré di Bonzo.
- Forte Bormida.
- Forte Ferrovia.
- Forte Acqui.

### Alberi monumentali

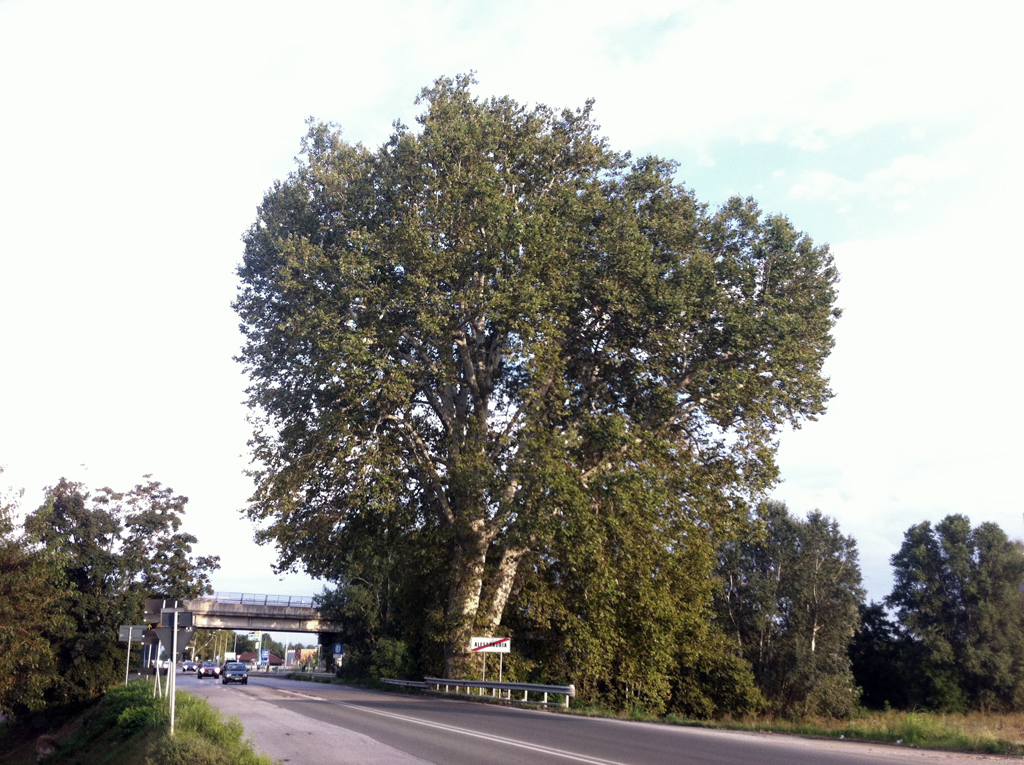
Il Platano di Napoleone

- Platano di Napoleone. Lungo la ex statale n. 10 che collega Alessandria a Spinetta Marengo svetta il cosiddetto Platano di Napoleone, uno dei più grandi alberi monumentali d'Italia. La leggenda vuole che sia stato messo a dimora nel 1800 a seguito della vittoria sugli austriaci alla battaglia di Marengo. Il Platano, della specie Platanus occidentalis, è alto 48 metri e ha una circonferenza alla base del tronco di oltre 8 metri. Sembra che fino agli inizi del XX secolo fossero rimasti ancora cinque esemplari superstiti di un viale completo che dalle porte di Alessandria giungeva sino a Marengo.[25] Le coordinate del platano si possono trovare nella pagina descrittiva dell'immagine.

## Società

### Evoluzione demografica
Abitanti censiti

### Etnie e minoranze straniere
Al 31 dicembre 2023 gli stranieri residenti nel comune erano 14 938, ovvero il 16,26% della popolazione. Di seguito sono riportati i gruppi più consistenti:
- Romania 3 256
- Albania 3 181
- Marocco 2 137
- Cina 703
- Nigeria 701
- Ucraina 551
- Egitto 307
- Ecuador 289
- Pakistan 264
- Bangladesh 221

### Religione

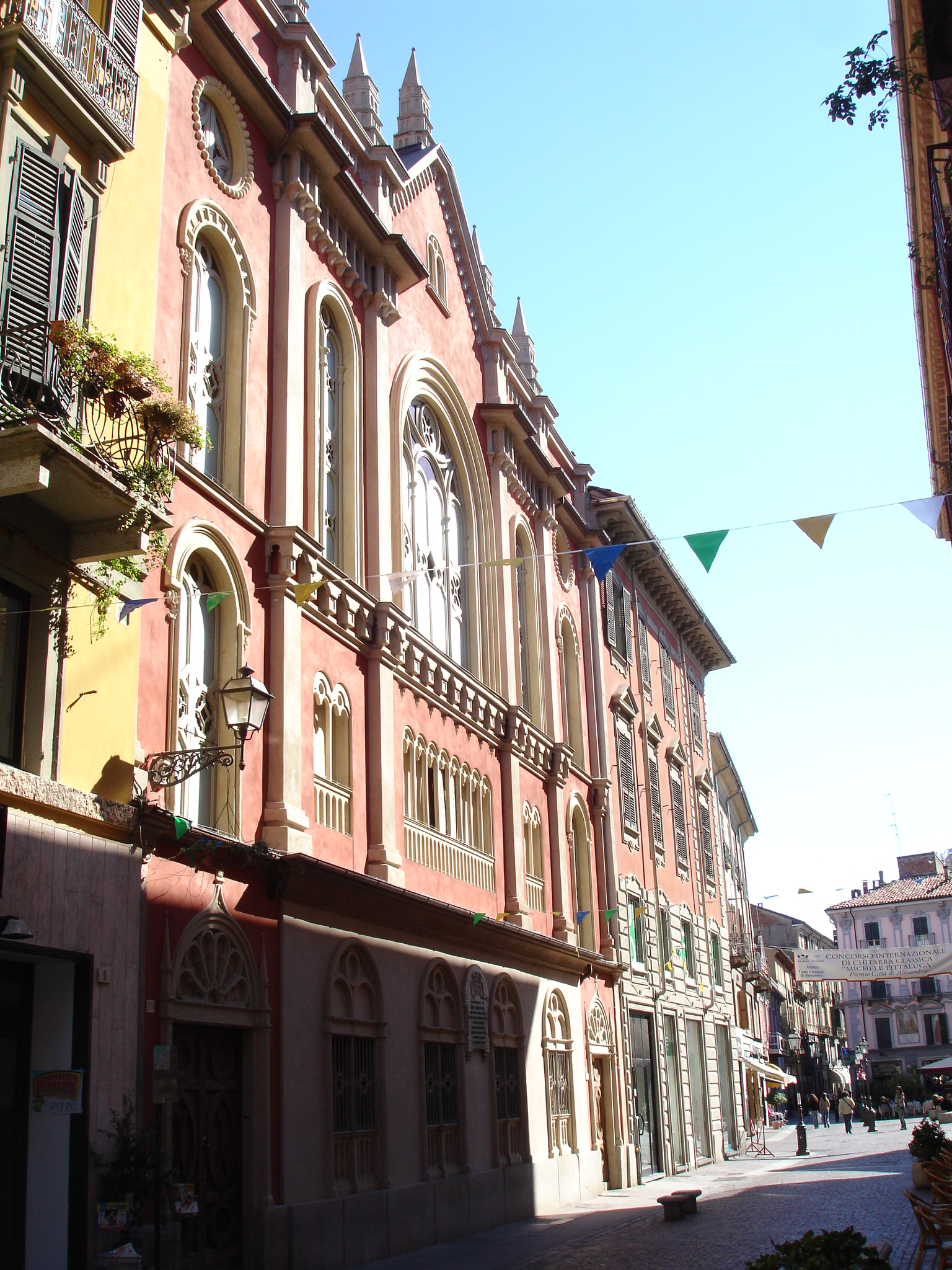
Sinagoga di Alessandria

La religione più diffusa tra gli abitanti di Alessandria è il cristianesimo; in particolare, la grande maggioranza di essi è di confessione cattolica. La città, infatti, è sede della diocesi di Alessandria, suffraganea dell'arcidiocesi di Vercelli ed appartenente alla regione ecclesiastica Piemonte, il cui attuale vescovo è Guido Gallese; nel 2022 contava 140 500 battezzati su 153 500 abitanti.
Tuttavia sono presenti molteplici minoranze sia di antica origine, come quella giudaica, sia come diretta conseguenza dell'immigrazione.
Le minoranze più diffuse sul territorio sono:
- la Comunità ebraica di Alessandria con la sua Sinagoga.[28] Seppure sia di ridotte dimensioni, ha avuto parte importante nella storia della città e in generale del basso Monferrato;[29]
- la comunità ortodossa è presente in città principalmente con ortodossi russi e la Chiesa ortodossa russa di San Nicola inaugurata nel 2008.[30] Ci sono inoltre gli ortodossi Moldavi e Rumeni con la Chiesa ortodossa moldava-rumena del Santo Gerarca Barlaamo di Moldavia;[31]
- la comunità valdo-metodista;[32]
- la comunità della Chiesa cristiana avventista del settimo giorno. Il tentativo di fondazione della Chiesa avventista di Alessandria risale al 1935 quando viene assunto Giovanni Emilio Fischer. Nello stesso anno si invia Daniele Cupertino perché curi quella chiesa in sostituzione di Elia Bertalot;[33]
- la comunità della Chiesa avventista del riposo sabatico è anch'essa presente in città. Tra il 1994-95 si diffuse la conoscenza della chiesa non solo tra la parentela di italo-tedeschi ma anche tra alcuni alessandrini;[34]
- la comunità della Chiesa di Gesù Cristo dei santi degli ultimi giorni (Missionari Mormoni) è presente in città dagli inizi degli anni ‘70;[35]
- la comunità alessandrina dei Pentecostali delle Assemblee di Dio in Italia;[36]
- la comunità dei Testimoni di Geova[37]
- la comunità della Chiesa cristiana evangelica dei fratelli;[38]
- la comunità della Chiesa di Cristo;[39]
- la comunità islamica di Alessandria dispone di una propria moschea nel centro storico della città;[40]
- la comunità di religione buddhista inaugurata il 27 gennaio 2008 con la partecipazione del Ven. Lama Gangchen Rinpoche, Lama Michel Rinpoche e del Maestro Zen Rev. Daido Strumia;[41]
- la comunità bahá’í di Alessandria dove viene redatta la rivista Opinioni bahá'í[42] e la città vanta anche la figura storica di Arturo Figini, un importante artista di questa fede.[43]
- la comunità antroposofica di Alessandria nata nel 2000 vuole dedicarsi alla divulgazione del pensiero di Rudolf Steiner, filosofo e pedagogista austriaco, per la conoscenza dell'essere umano attraverso il gruppo pedagogico Steineriano.[44]

### Istituzioni, enti e associazioni

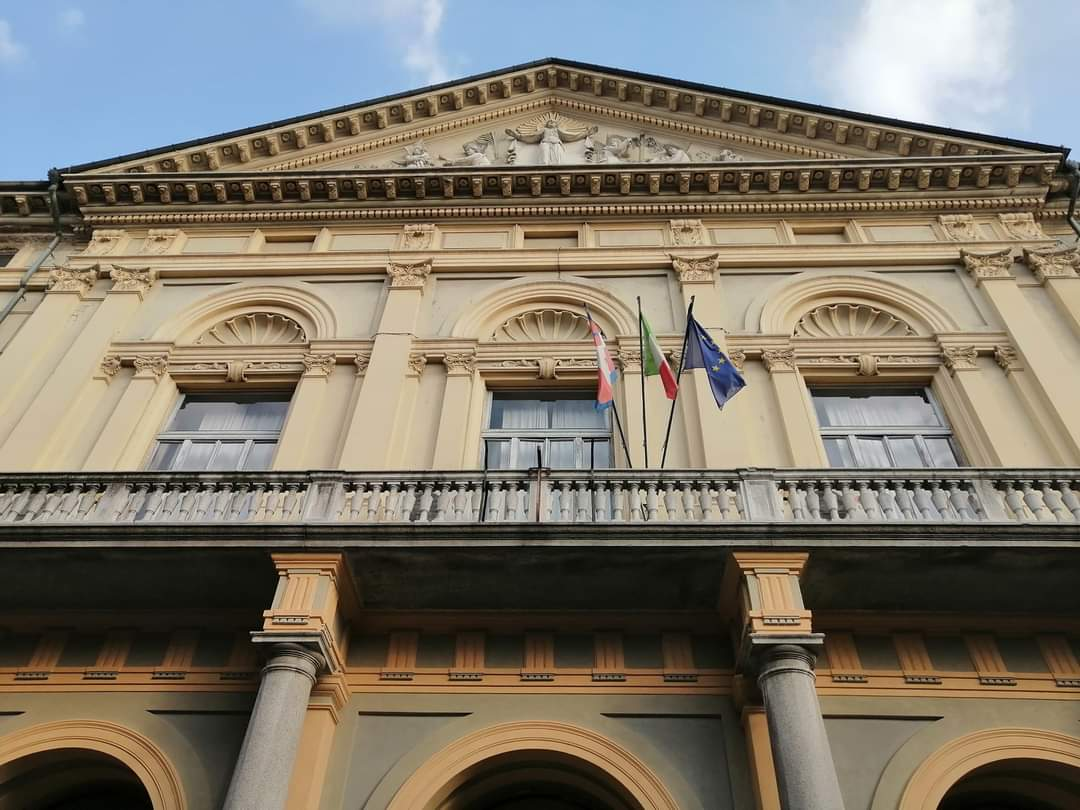
Facciata dell'ospedale civile

- Azienda ospedaliera Santi Antonio e Biagio e Cesare Arrigo.[45]

## Cultura

### Istruzione

#### Biblioteche

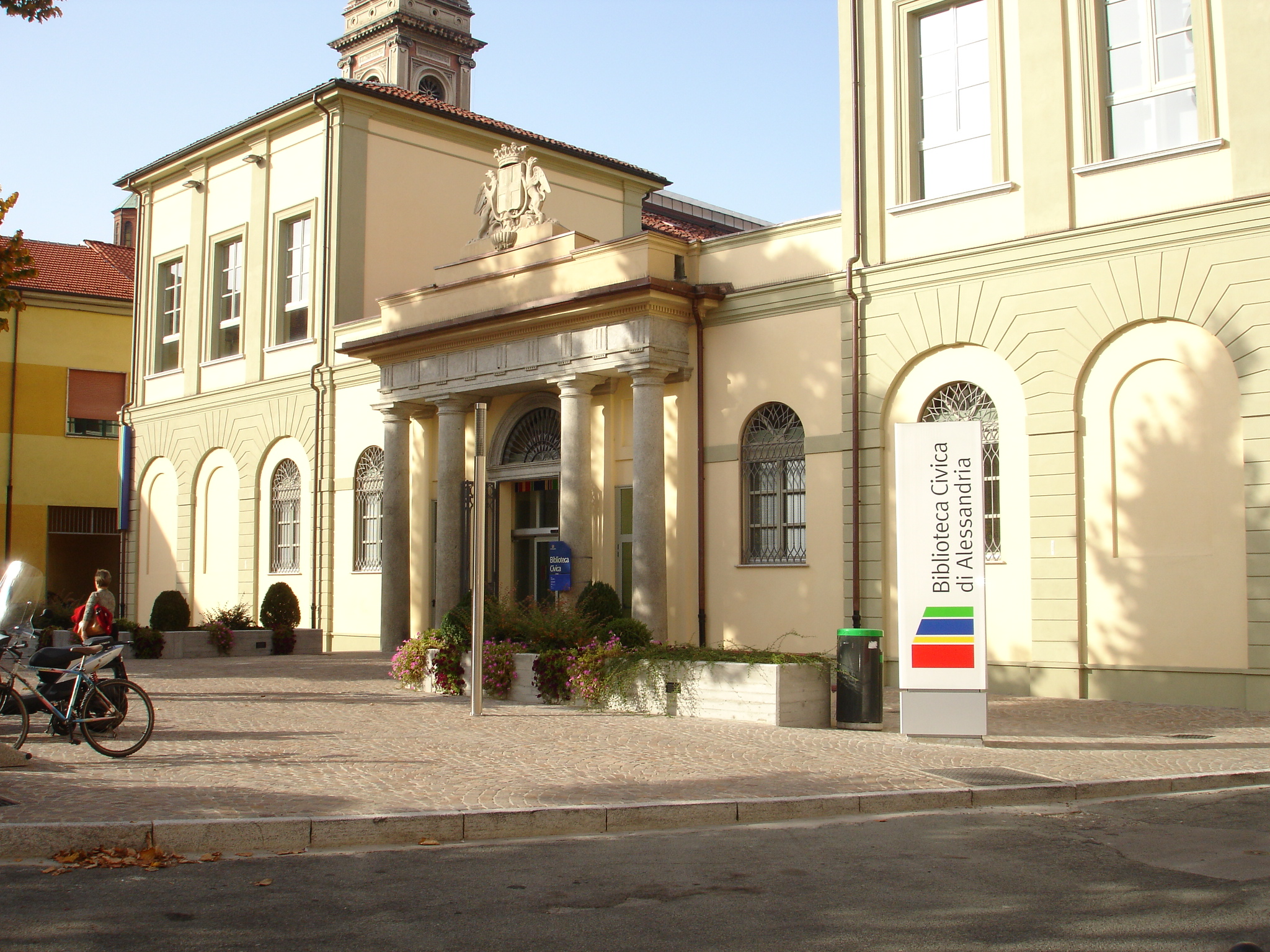
Biblioteca Civica, ingresso

- Biblioteca Civica Francesca Calvo, fondata nel 1806
- Biblioteca dell'archivio di Stato di Alessandria, fondata nel 1940
- Biblioteca Diocesana del Seminario vescovile, istituita dal Vescovo di Alessandria Giuseppe Tommaso de Rossi tra il 1774 e 1776 aperta sia ai seminaristi che ai letterati del periodo, diventando così una biblioteca a carattere pubblico.
- Biblioteca del Conservatorio statale di musica Antonio Vivaldi, fondata nel 1941
- Biblioteca dell'Istituto per la storia della Resistenza e della società contemporanea in provincia di Alessandria, fondata nel 1978, situata all'interno di Palazzo Guasco
- Biblioteca del gruppo archeologico del Basso Piemonte, fondata nel 1990
- Biblioteca del Dipartimento di Scienze e Innovazione Tecnologica e Dipartimento di scienze giuridiche e economiche dell'Università degli studi del Piemonte orientale A. Avogadro, fondata nel 1993
- Biblioteca dell'azienda teatrale alessandrina, fondata nel 1986
- Biblioteca dell'ospedale civile Santi Antonio e Biagio fondata nel 1902,[46] situata all'interno dell'ospedale civile
- Biblioteca Popolare Serafino Bruna, fondata nel 1914

#### Scuole
Oltre allo storico liceo classico Umberto Eco, hanno sede ad Alessandria un liceo scientifico e un istituto di istruzione superiore comprendente licei e istituti tecnici.

#### Università

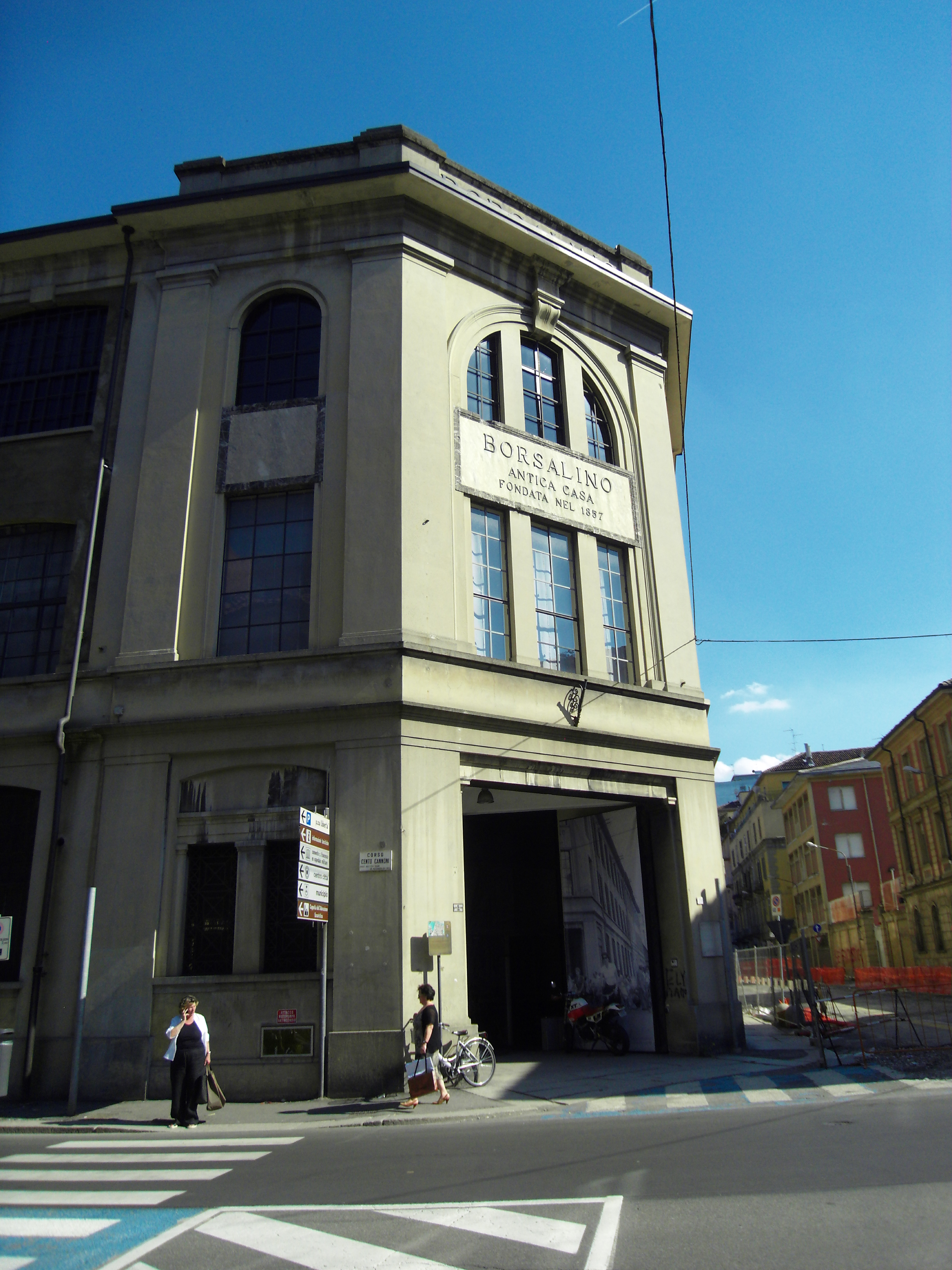
Palazzo Borsalino, sede alessandrina dell'Università del Piemonte Orientale

Insieme a Novara e Vercelli, Alessandria è sede dell'Università del Piemonte Orientale. Qui infatti sono dislocati tre dei sette Dipartimenti che compongono l'Ateneo (di cui tre in comune con le altre sedi): il Dipartimento di Scienze e Innovazione Tecnologica, il Dipartimento di Giurisprudenza e Scienze Politiche, Economiche e Sociali, il Dipartimento di Studi per l'Economia e l'Impresa ed il Dipartimento di Studi Umanistici. Ad Alessandria vi è inoltre una sede del Politecnico di Torino.

#### Musei[47]
- Museo Civico: riaperto nella nuova sede di palazzo Cuttica di Cassine, conserva tra l'altro, due arazzi fiamminghi di pregevole fattura, risalenti al XVII secolo; un interessante polittico dell'Incoronazione della Vergine di Gandolfino da Roreto; i paramenti sacri di papa Pio V e i corali destinati al convento di Santa Croce di Bosco Marengo da lui stesso ordinati; una collezione archeologica di età preromana e romana e delle opere dedicate a Napoleone Bonaparte e alla battaglia avvenuta a Marengo;
- Museo etnografico della Gambarina;
- Teatro delle scienze composto da due sezioni: il Museo di scienze naturali e il Planetario;[48]
- Marengo Museum, dedicato alla battaglia di Marengo;
- Museo del Ferro;
- Museo del Cappello Borsalino, situato nel Palazzo Borsalino, al cui interno nella sala Campioni ospita tutti i campioni di copricapo prodotti dall'azienda dal 1857 ad oggi;
- Museo Alessandria città delle Biciclette (AcdB), inaugurato nel 2016 a Palazzo Monferrato, dedicato alla storia della bicicletta in città ed ai campioni che qui hanno iniziato a correre.
- Antiquarium[49]
- Collezione d'Arte della Fondazione Cassa di Risparmio di Alessandria[50]
- Museo del Fiume[51]
- Museo Uniformi Storiche 1848 -1946
- Pinacoteca[52]

### Arte
La città di Alessandria è citata nella Divina Commedia di Dante:
per cui e Alessandria e la sua guerra 

fa pianger Monferrato e Canavese»
(Dante Alighieri, Divina Commedia, Purgatorio, canto 7 - versi 133-136)

### Teatro
La tradizione teatrale alessandrina è stata nei secoli molto florida.

#### Teatro di Palazzo Guasco

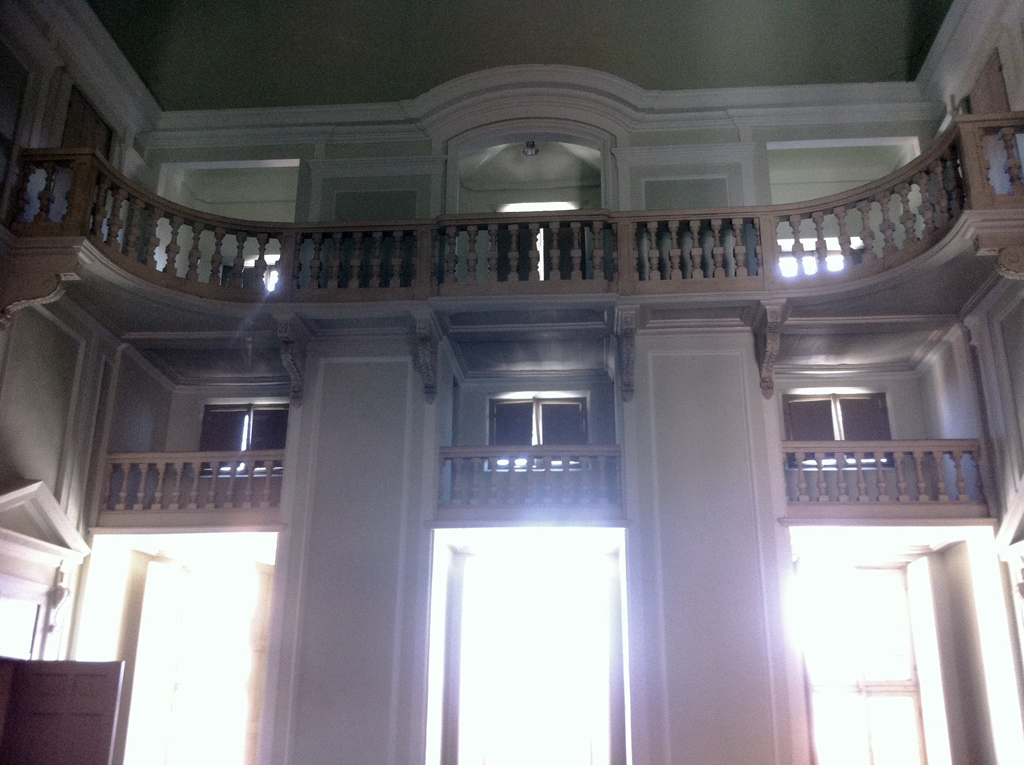
L'interno del teatro di Palazzo Guasco come si presenta oggi

Nel nuovo clima politico creatosi all'indomani del Trattato di Utrecht, la città di Alessandria trovò nuovi spunti e nuovi stimoli per la vita sociale cittadina. In questo contesto il Marchese Don Filippo Guasco Gallarati di Solerio decise di incorporare un piccolo teatro pubblico nel suo palazzo Guasco. Nasceva così il primo teatro cittadino. Il 27 marzo 1729 il re di Sardegna Vittorio Amedeo II consegnò al marchese Guasco le regie patenti per l'apertura e la gestione del suo teatro.
Nel settembre dello stesso anno, alla presenza del principe ereditario Carlo Emanuele, il teatro venne inaugurato ufficialmente con una rappresentazione d'opera di rilievo. L'unica testimonianza di quel periodo è la cosiddetta "Cronaca Bolla" che così commenta l'evento musicale dell'inaugurazione del teatro: "Oh quanto meno avrebbe egli contribuito al pubblico bene della città, se avesse impiegato il di lui contante (!!) ed il bel talento, ond'è fornito, in qualche più proficuo ritrovamento!".
Nel 1766 la sorda avversione della borghesia e del clero contro il teatro finì per stancare i marchesi di Solerio. In quell'anno ebbe luogo l'ultima recita della Semiramide di Pietro Metastasio, quindi il teatro venne chiuso definitivamente e i marchesi consegnarono le regie patenti ai decurioni perché venissero riutilizzate per il teatro Municipale di futura nuova costruzione.

#### Teatro Municipale
Il teatro municipale venne costruito all'interno del palazzo di città o palazzo rosso (il palazzo del municipio). Si può ancora notare il foyer del teatro che ospita l'Ufficio per le relazioni con il pubblico.
Le regie patenti e i privilegi che furono propri del teatro Guasco vennero trasferiti per il teatro Municipale. La posa della prima pietra avvenne il 6 settembre 1772, e tre anni più tardi l'architetto Giuseppe Caselli consegnò alla città le chiavi del nuovo teatro. La sera del 17 ottobre 1775 per la prima volta il sipario del municipale venne alzato. Dal palco si poteva ammirare il perfetto emiciclo della sala disposta a ferro di cavallo con quattro ordini di palchi e sopra di essi un piccolo loggione. Il teatro aveva circa 1500 posti a sedere. L'opera scelta per la sera di inaugurazione fu l'opera seria "Antigona" su libretto di G. Roccaforte e musicato da Giuseppe Ferdinando Bertoni.
Interessante notare che i palchi furono acquistati dalle famiglie alessandrine più importanti per censo, posizione sociale e politica. Il 28 giugno 1775 gli 88 palchi disponibili vennero estratti a sorte e assegnati dal governatore della città ai 60 acquirenti. Esiste un elenco, databile a seguito della battaglia di Marengo durante il periodo napoleonico, dei proprietari dei palchi del teatro Municipale, conservato presso l'Archivio di Stato di Alessandria.
Uno dei più noti direttori d'orchestra dell'Ottocento che onorò il podio del municipale di Alessandria, fu il M° Antonino Palminteri. Per la prima de L'Amico Fritz, Anfione, giornalista della Gazzetta di Torino, nel maggio 1896 così si esprime:"Bene i comprimari e i cori; l'orchestra attenta, disciplinata, rende tutti i coloriti, tutte le fioriture, e di ciò va dato merito speciale al maestro Antonio Palminteri, concertatore scrupoloso, direttore energico e sicuro".
La vita del municipale terminò nel 1944 quando, durante il bombardamento del 1º maggio, il teatro e la relativa ala del palazzo del municipio vennero irrimediabilmente compromesse da un incendio.

L'interno del Teatro Municipale come era nel 1942
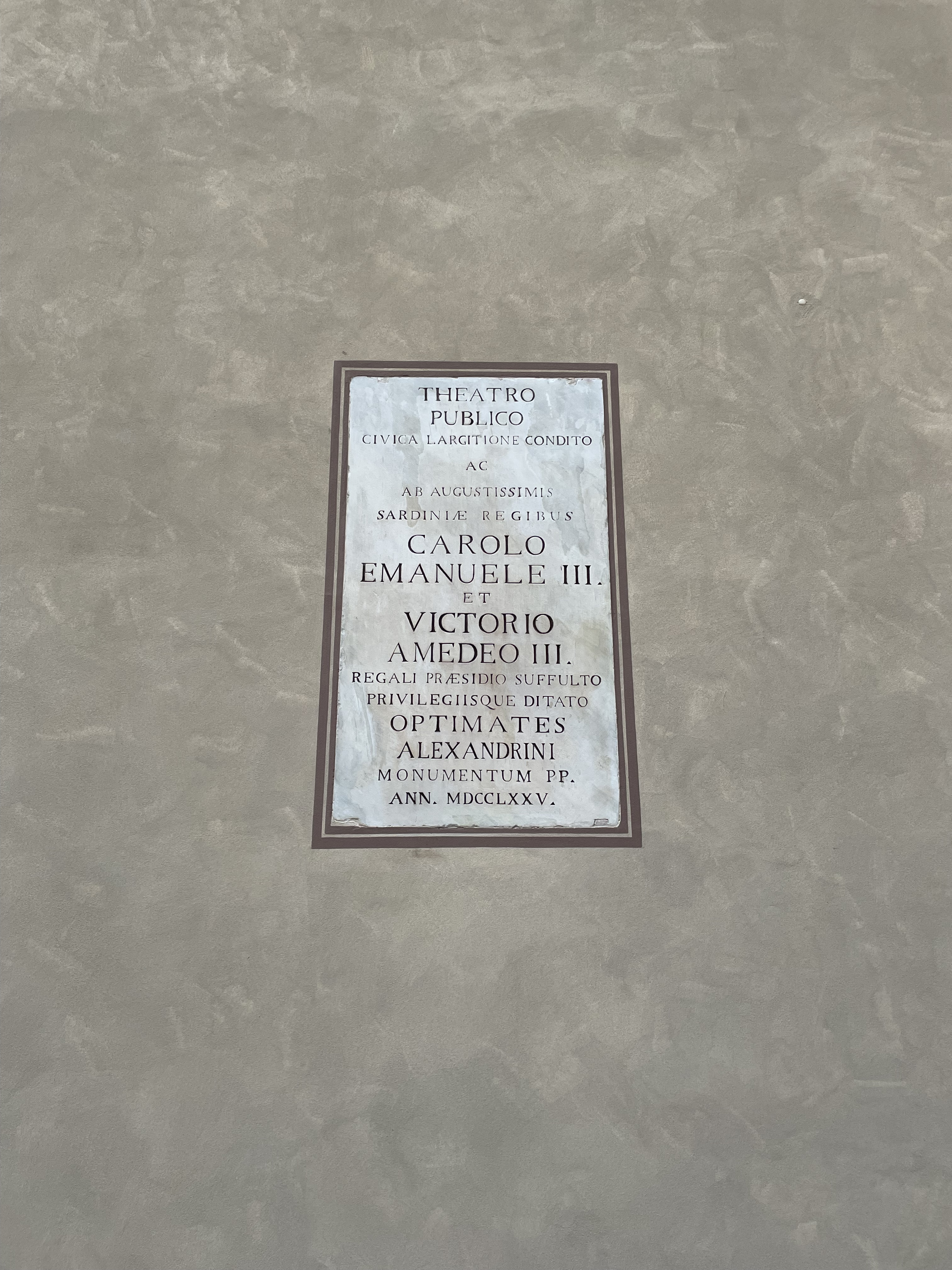
Lapide commemorativa del Teatro Municipale Alessandria posta all'interno del cortile del Palazzo del Municipio di Alessandria

#### Teatro Comunale

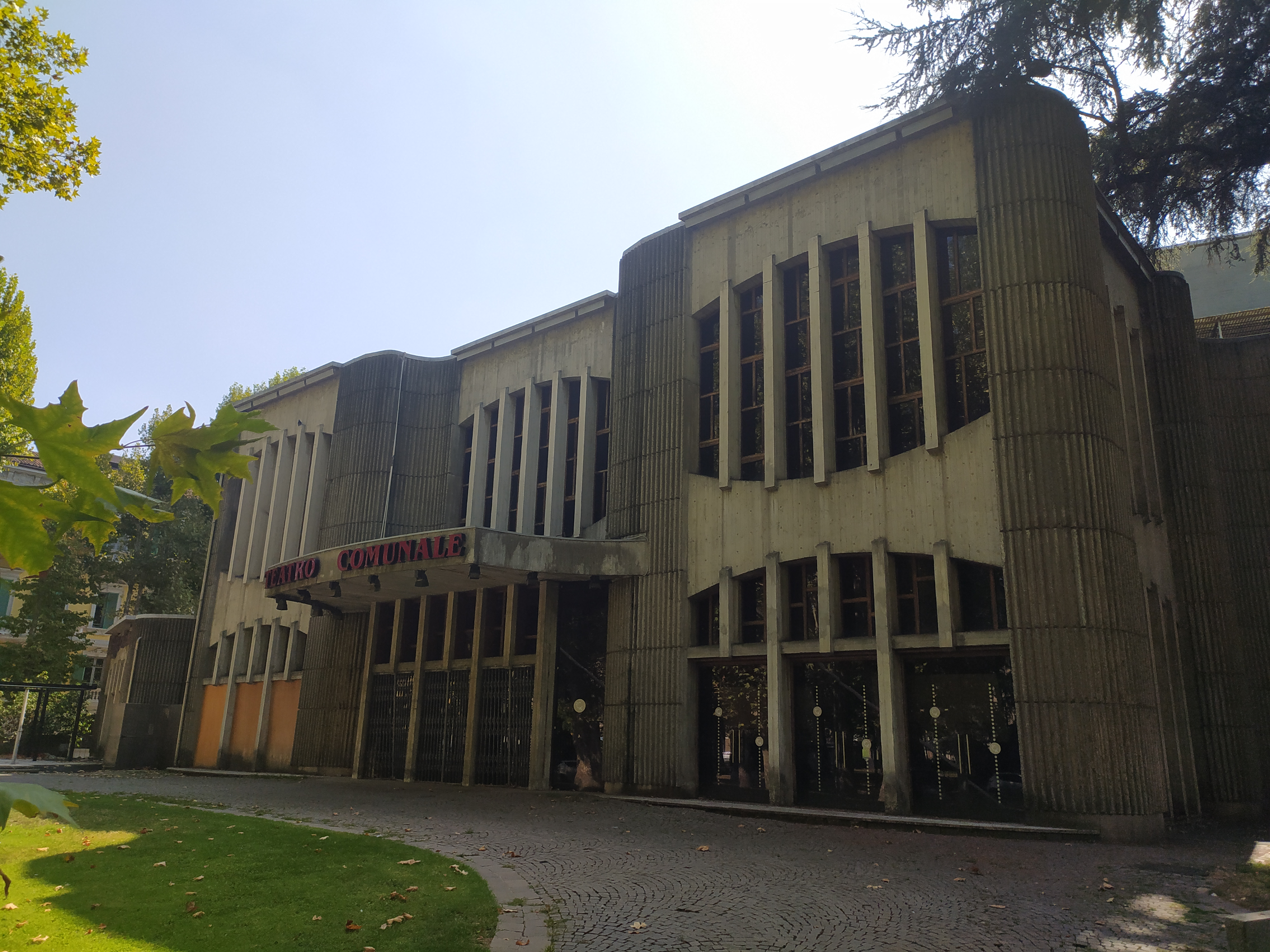
Teatro Comunale nel 2022

La struttura di maggiore interesse teorico risulta, oggi, essere il Teatro Comunale in Viale Libertà che fu costruito tra il 1969 e il 1978 sul luogo del vecchio teatro "Virginia Marini", danneggiato dai bombardamenti della seconda guerra mondiale e demolito nel 1965, il quale dispone di circa 1200 posti a sedere nella sala principale. Sono presenti anche due sale secondarie: la sala Ferrero e la sala Zandrino.
Il Teatro Comunale venne chiuso in via precauzionale il 2 ottobre 2010 a causa dell'inquinamento da polvere d'amianto. Esso era presente nell'impianto di riscaldamento, nei rivestimenti delle poltrone e in grande quantità nella stessa aria del Teatro.
 I lavori di bonifica vennero sospesi dopo pochi mesi e ripresero solo nel 2013 grazie al contributo della Fondazione Cassa di Risparmio di Alessandria.
 
I lavori di bonifica sono in pratica terminati, purtuttavia non tutta la struttura è agibile a causa della mancanza degli arredamenti. Ad oggi tra le sale della struttura solo la sala Ferrero è agibile.

#### Altri teatri cittadini
Qui di seguito l'elenco degli altri teatri cittadini che si sono nei secoli susseguiti:
- Arena Bellana, 1856-1879. Teatro pubblico scoperto che ospitò spettacoli equestri, presentazioni di animali feroci, acrobati e funamboli, pagliacci. In seguito anche spettacoli lirici e di prosa. L'arena era molto amata dal pubblico. La quindicenne Virginia Vasino conobbe proprio in questo teatro pubblico il suo futuro marito, l'attore fiorentino Giovan Battista Marini. L'Arena Bellana fu distrutta da un incendio.
- Politeama Gra, 1882-1902. Sulle ceneri dell'Arena Bellana il signor Gra, parente del Bellana, costruì il modesto teatro popolare coperto. Il teatro ospitò spettacoli di prosa, lirici e di operetta. Il già citato M° Antonino Palminteri presso il Politeama Gra nel 1898 approda con La Traviata e La Bohème; nel 1899 dirige Cavalleria Rusticana di Pietro Mascagni, Manon di Jules Massenet e Andrea Chénier di Umberto Giordano. In particolare, per la messa in scena dell'opera Andrea Chénier nel novembre del 1899, la Stampa così si espresse: "[Antonino Palminteri] ha saputo infondere nella interpretazione dello spartito del Giordano, tutta la esuberante sua foga meridionale. [...] Non un particolare, non una "nuance" della musica egli trascura, secondato bravamente dalla sua valorosa orchestra"[54]. Anche al Politeama Gra spettò la stessa sorte dell'Arena Bellana e fu distrutto da un incendio.
- Arena Garibaldi, poi Arena-Teatro Verdi, 1881-1916. Strutture temporanee attive, in piazza Garibaldi, nei mesi estivi dal 1º giugno al 3 agosto. L'Arena Garibaldi offriva principalmente spettacoli di marionette organizzati dal burattinaio veneto Zane. Dal 1903 l'Arena intitolata a Verdi e ristrutturata in un modesto teatro in legno con una birreria annessa. Le attività stagionali in questa area terminarono a causa dello sviluppo urbanistico della città.
- Circo Pollarolo, 1890-1892. Struttura in ferro, tessuto e legname con spettacoli di prosa, arte varia ed equestri.
- Teatro Finzi, poi Teatro Verdi, poi Teatro del Popolo, 1906-1922. Il teatro ospitò spettacoli di opera, prosa e negli anni successivi alla prima guerra mondiale venne organizzata una scuola di cultura. Dopo l'inaugurazione il teatro rimase chiuso per parecchio tempo riaprendo in seguito con il nuovo nome dedicato a Verdi. Dal 1920 mutò ancora il nome in Teatro del Popolo. Anche questo teatro venne distrutto in parte da un incendio nel 1922. Nell'aprile del 1944 un bombardamento terminò l'opera dell'incendio di qualche decennio prima.
- Teatro Virginia Marini, 1917-1965. Il teatro dedicato all'attrice alessandrina ospitò numerose compagnie drammatiche, spettacoli d'opera e di musica sinfonica. Venne demolito nel 1965 per lasciare spazio alla costruzione dell'attuale Teatro Comunale. Si ricorda un grande concerto sinfonico dell'orchestra del Teatro alla Scala nel 1956 diretta da Guido Cantelli.
- Teatro San Francesco. 1920 circa. In attività.
- Teatro Arnoldi. Chiuso.
- Cinema Teatro Alessandrino, 1966. In attività.
- Cinema Teatro Ambra. In attività.
- Teatro Parvum. In attività.
- Teatro Laboratorio Sociale, 2008. In attività. Ricavato in alcuni locali della dismessa caserma dei pompieri.

### Musica

#### Conservatorio
Alessandria è sede del Conservatorio Statale di Musica "Antonio Vivaldi". Nasce come scuola di musica gratuita il 30 dicembre 1858, grazie al supporto dell'amministrazione comunale dell'epoca. Intorno al 1880 la scuola venne ingrandita e il 16 novembre 1892 il consiglio comunale fissò un regolamento in 58 articoli, il nome venne cambiato in Scuola di Musica e Canto Corale, per regio decreto ente morale. Il 4 aprile 1928 si trasforma in Civico Liceo Musicale e nel 1955 si trasferisce in un'ala del Palazzo Cuttica di Cassine. A partire dall'anno scolastico 1969/70, diventa Conservatorio Statale con - inoltre - la scuola media annessa.

### Cucina
I piatti rappresentativi della città di Alessandria, oltre alle portate di tipica matrice piemontese, sono:
- i rabatòn (rotolini di spinaci, ricotta ed erbette bolliti in acqua calda e successivamente gratinati al forno con formaggio, burro e salvia);
- il pollo alla Marengo (pollo condito con gamberi di fiume e uova, il cui nome deriva dalla famosa battaglia di Marengo);
- la farinata (chiamata anche bela cauda, è una torta di ceci di antica origine genovese, qui sviluppatasi per merito degli intensi rapporti tra la pianura e il mare).

Fra i dolci tipici, che hanno ricevuto la denominazione comunale d'origine, si trova il Lacabòn, a base di miele e albume, venduto durante la festa di santa Lucia e sant'Antonio; cannoncini e bignè, tartufata ed amaretti, polenta dolce di Marengo, meardini, e gallinotti al rum, mandrugnén, nugatelli, torta albanese e farció.

### Eventi
- Festival Adelio Ferrero Cinema e Critica

- Concorso Internazionale di Chitarra Classica "Michele Pittaluga"
- Festival Internazionale di Musica "Echos. I Luoghi e la Musica"
- Festival di musica PianoEchos. Settimane pianistiche internazionali in Monferrato"
- Biennale di Poesia di Alessandria. La Biennale di Poesia di Alessandria dal 1981 raduna i più importanti poeti italiani, dal 1996 anche quelli internazionali. L'evento conclusivo, che vede anche una sezione dedicata ai giovani autori, si tiene ad anni alterni nel periodo autunnale; negli intermezzi si svolgono attività di produzione editoriale e di varia proposta culturale nei campi della letteratura. Come fonti, si possono consultare: il sito ufficiale e il blog della Biennale di Poesia;[56] i cataloghi di Joker, editore "storico" della Biennale; la letteratura giornalistica costituitasi negli anni.
- Rievocazione Storica della Battaglia di Marengo. Rievocazione della battaglia di Marengo vinta da Napoleone a Spinetta il 14 giugno del 1800. Battaglioni austriaci, francesi e italiani, provenienti da tutta Europa, tornano a fronteggiarsi. Manifestazioni, incontri e mostre trovano spazio in città e al Castello di Marengo. Periodo: prima metà di giugno.

#### Enogastronomia
- Salone del Biscotto. Il Salone del Biscotto Piemontese è la principale manifestazione regionale del settore. La terza edizione della rassegna ha avuto luogo, come nel 2006, presso la ex "Caserma Leopoldo Valfrè di Bonzo" di Alessandria. L'evento è dedicato alla scoperta dei sapori del Piemonte attraverso l'opera di grandi e piccoli artigiani del settore. Presso gli stand del Salone oltre cinquanta espositori hanno distribuito e offerto assaggi ai visitatori. Nell'ambito della terza rassegna dolciaria si sono susseguiti talk show dedicati ai dolci piemontesi. Tra gli ospiti hanno partecipato Iginio Massari, pasticciere e Paolo Massobrio, giornalista enogastronomico. Il Salone è organizzato dalla Provincia di Alessandria in collaborazione con la Regione Piemonte, le Province di Cuneo, Novara, Torino, Vercelli e il Comune di Alessandria. La prima edizione si è svolta nel 2005 a Novara.
- Alè Chocolate. Manifestazione annuale organizzata dal Comune di Alessandria (Assessorato al Commercio) in collaborazione con diversi enti ed associazioni, per promuovere e rilanciare il cioccolato dell'industria dolciaria e dell'artigianato locale. L'obiettivo della festa è quello di interessare i visitatori e sviluppare il settore ormai secolare per questa provincia. Eventi collaterali di notevole interesse sono stati la mostra di sculture di cioccolato presso il Palazzo Asperia (ora Palazzo Monferrato) e i massaggi al cioccolato, eseguiti a scopo dimostrativo da personale esperto. Periodo: ottobre.
- Salone del Dolce e Salato. Il Salone del Dolce e Salato è una manifestazione provinciale del settore alimentare. La prima edizione ha avuto luogo presso la ex caserma Leopoldo Valfrè di Bonzo nei giorni 17 - 18 e 19 novembre 2008. L'evento è dedicato alla scoperta dei sapori della provincia di Alessandria e della Provincia di Genova, insieme promotrici, attraverso l'opera di grandi e piccoli artigiani del settore. Presso gli stand del Salone gli espositori hanno offerto assaggi delle loro specialità ai visitatori. Il Salone è organizzato dalla Provincia di Alessandria in collaborazione con la Provincia di Genova.

#### Motori
- Motoraduno Internazionale Madonnina dei Centauri. Storico motoraduno organizzato dal Moto Club Madonnina dei Centauri Internazionali di Alessandria a partire dal 1946 senza interruzioni. Ogni anno, nella seconda domenica di luglio, convergono ad Alessandria migliaia di motociclisti provenienti da ogni parte d'Italia e d'Europa con l'intento di rendere omaggio alla protettrice dei motociclisti, la Madonnina dei Centauri nel Santuario di Castellazzo Bormida. Caratteristica unica di questo evento è l'ingresso dei "Primi Centauri" con le loro moto, a motore acceso, all'interno del Santuario durante la funzione religiosa della domenica, officiata dal vescovo di Alessandria, chiamato "Vescovo dei Centauri Internazionali".

Letteratura
La storia della fondazione di Alessandria e delle sfide che coinvolsero la città durante il dominio di Federico Barbarossa nel Nord Italia vengono riprese da Umberto Eco all'interno del romanzo picaresco Baudolino.

### Media

#### Televisione
L'emittente televisiva regionale Telecity Piemonte ha una sede in città, in Via Piacenza, che accoglie la redazione giornalistica, e una in provincia a Castelletto d'Orba, centro di produzione nella quale ha avuto i natali nel 1976 e che è stata anche sede amministrativa della syndication nazionale 7 Gold fino alla fine del 2023. Telecity, che ha diffuso nel corso degli anni i programmi della citata 7 Gold e prima ancora di Italia 7, è ricevibile anche in Lombardia, Liguria e Valle d'Aosta.

#### Radio
Le principali emittenti radiofoniche con sede in città sono Radio Gold, Radio Alex, Radio Voce Spazio e Radio B.B.S.I., mentre hanno sede in provincia Radiocity - Solo grandi successi e Radiocity - Solo musica italiana (a Castelletto d'Orba) e Radio San Paolo della Croce (a Castellazzo Bormida).

#### Stampa
Ha sede in città in Via Parnisetti il periodico settimanale Il Piccolo, fondato nel 1925.

## Geografia antropica

### Suddivisioni storiche

#### Dal XII secolo all'annessione al Piemonte (1707)
Alessandria fu storicamente suddivisa in 4 quartieri: Gamondio, Marengo, Bergoglio e Rovereto. Gamondio, Marengo e Rovereto si trovavano sulla riva destra del Tanaro, mentre Bergoglio sulla riva sinistra. Quest'ultimo fu raso al suolo nel 1728 per lasciare spazio alla costruzione della nuova Cittadella militare.

#### Periodo sabaudo (1707-1859)
Dopo la distruzione di Bergoglio del 1728, il centro di Alessandria passò da tre a quattro quartieri con la suddivisione in due quartieri dell'antico Gamondio.

#### L'Unità d'Italia
Dal 1859 al 1926 Alessandria fu divisa in due mandamenti. Il primo mandamento comprendeva la città compresa entro le vecchie mura, oltre alle località di Orti, Valle San Bartolomeo, Valmadonna e San Michele. Il secondo mandamento comprendeva tutta la restante parte del comune fuori le mura, ossia le località di Cristo, Casalbagliano, Villa del Foro, Cantalupo, Spinetta, Castelceriolo, Lobbi, Cascinagrossa, Mandrogne, San Giuliano vecchio, San Giuliano nuovo, Portanova, Retorto, Castelferro.

#### Secondo dopoguerra
Alessandria nella seconda metà del XX secolo fu ripartita in 5 Circoscrizioni a loro volta divise in 23 Quartieri.

### Suddivisioni amministrative
Le suddivisioni di Alessandria sono articolate in cinque circoscrizioni, ripartite in nove quartieri e quattordici frazioni:
     Alessandria Nord
frazioni
1. San Michele
Astuti
Gerlotti
2. Valmadonna
3. Valle San Bartolomeo
quartieri
4. Borgo Cittadella
5. Orti
6. Galimberti
e. Borsalino (de facto)
     Centro
quartieri
7. Centro
a. Borgo Rovereto
b. Marengo
c. Bergoglio
d. Gamondio
     Europista
quartieri
8. Pista
9. Europa
     Alessandria Sud
quartieri
10. Cristo
11. Norberto Rosa
12. Cabanette
frazioni
13. Casalbagliano
14. Cantalupo
15. Villa del Foro
     Fraschetta
frazioni
16. Spinetta Marengo
17. Castelceriolo
18. Lobbi
19. San Giuliano Nuovo
20. San Giuliano Vecchio
21. Mandrogne
22. Litta Parodi
23. Cascinagrossa

## Economia

### Agricoltura
Alessandria e i suoi dintorni sono noti per varie coltivazioni, tra cui frumento, mais, grano, semi di girasole. Nelle campagne intorno alla città e nelle frazioni sono presenti numerose aziende agricole e allevamenti. 

### Industria
Sono presenti sul territorio numerose industrie, prevalentemente nell'ambito manifatturiero. Tra le aziende più importanti della città, spiccano la Michelin, la Solvay, la Paglieri e la Guala Closures. 
La città possiede numerose zone industriali: D3 (nei pressi del casello Alessandria Sud), D4 (zona Cristo), D5, D6, D7 e D8 (Spinetta Marengo). Altre zone industriali importanti nelle vicinanze si trovano a Pozzolo Formigaro (D1), Valenza (D2), Castellazzo Bormida, Solero, Quattordio, Bosco Marengo e Rivalta Scrivia.  

### Artigianato
Per quanto riguarda l'artigianato, rinomata è la realizzazione di cappelli, soprattutto i cilindri fatti ancora a mano, oltreché la lavorazione dell'argento a fini artistici. La Borsalino è l'azienda alessandrina più nota nel campo della moda internazionale. 

## Infrastrutture e trasporti

Piazzale della vecchia stazione ferroviaria, 1913 circa

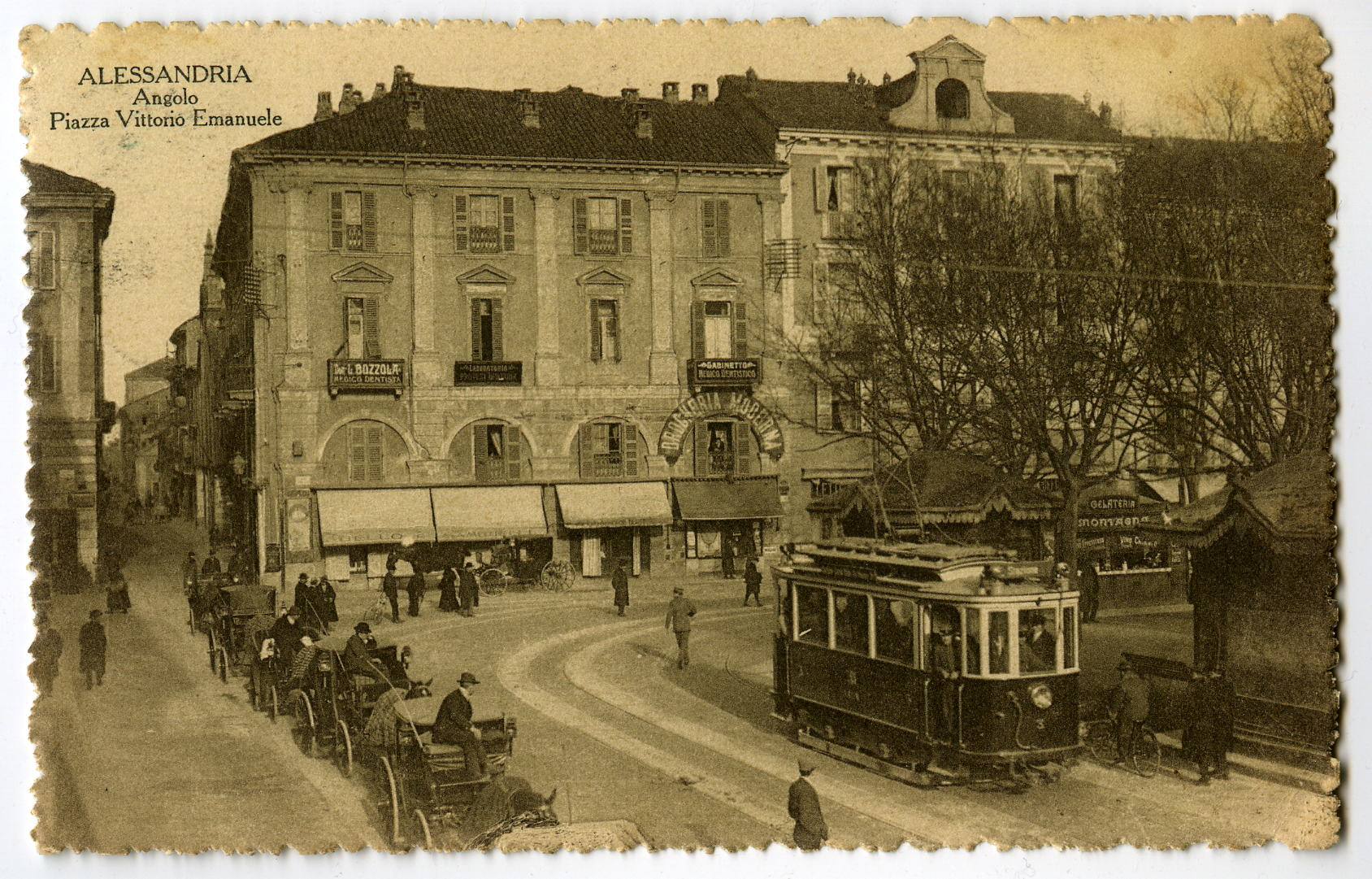
Tram elettrico e carrozze a noleggio in attesa di passeggeri in piazza Vittorio Emanuele II (ora piazza della Libertà)

### Strade
Alessandria è servita dalle autostrade A21 e A26, con i relativi caselli denominati Alessandria Est, Alessandria Ovest e Alessandria Sud, nonché dalla strada statale 10 Padana Inferiore, dalla strada statale 35 bis dei Giovi, dalla strada statale 494 Vigevanese e dalla strada provinciale 30 di Val Bormida. 
La città è inoltre provvista di una tangenziale che la circumnaviga da sud a nord, con varie uscite cittadine (Quartiere Cristo, Zona industriale D3, Quartiere Pista-Europa, Spinetta Marengo, Centro-Via Marengo, Quartiere Orti, Cittadella-Via Pavia, San Michele), che indirizzano anche a tutti i centri-zona della sua provincia (Valenza, Casale Monferrato, Tortona, Novi Ligure, Ovada e Acqui Terme).

### Ferrovie
La stazione di Alessandria è un importante nodo posto sulla ferrovia Torino-Genova e capolinea delle linee per Piacenza, per Novara, per Pavia, per Cavallermaggiore, per Ovada e per San Giuseppe di Cairo.
L'impianto è servito da treni regionali svolti da Trenitalia nell'ambito del contratto di servizio stipulato con le regioni Liguria e Piemonte e da treni a lunga percorrenza organizzati anch'essi da Trenitalia.
Esistono anche impianti minori che servono le frazioni di Cantalupo, San Giuliano, Spinetta e Valmadonna.
In passato la rete su ferro era completata dalle tranvie Alessandria-Altavilla, in esercizio fra il 1883 e il 1935, Alessandria-Casale Monferrato (1880-1935) e Alessandria-Sale (1880-1933).

### Aeroporti
L'aeroporto di Alessandria è situato a nord della città, è intitolato alla memoria del comandante Massimo Bovone ed è dotato di una pista in erba lunga 640 m. Non effettua servizi passeggeri di linea. In passato, era approdo anche di dirigibili. 

### Mobilità urbana
La città è servita da una rete di autolinee gestite dalla società AMAG Mobilità.
Fra il 1913 e il 1952 era attiva una rete tranviaria urbana, gestita dalla Società Anonima Elettricità Alessandrina (SAEA), poi sostituita da una rete filoviaria, a sua volta soppressa nel 1974.

## Amministrazione

### Gemellaggi
Alessandria è gemellata con:
- Argenteuil, dal 1960
- Gerico, dal 2004
- Hradec Králové, dal 1961
- Karlovac, dal 1963
- Rosario, dal 1988
- Alba Iulia, dal 1990
- Siracusa, dal 2016[68]

Esiste inoltre un rapporto di collaborazione con Alba Iulia.

### Altre informazioni amministrative
Dal 1859 al 1927 Alessandria fu capoluogo di circondario, oltre che di due mandamenti (schemativamente uno intra muros e l'altro extra muros).

## Sport

### Calcio
Alessandria fu una delle prime città a vedere la nascita di squadre calcistiche già sul finire del XIX secolo. La maggiore squadra di calcio cittadina è l'U.S. Alessandria, nata nel 1912. Gioca le sue partite casalinghe allo Stadio Giuseppe Moccagatta, in Spalto Rovereto. La squadra si trova in Serie D, ma vanta un passato onorevole: tra le altre cose, sfiorò la vittoria dello scudetto nel 1927-1928 e partecipò, nel 1929-1930, al primo campionato di Serie A, giungendo sesta.  
Alessandria è anche sede di una società di calcio femminile, l'A.C.F. Alessandria, che ha militato numerose stagioni in Serie A2 e Serie B, entrambe in diversi periodi secondo livello del campionato italiano. In città nel 1933 si costituiva una squadra femminile, dove però le calciatrici venivano affiancate da un solo uomo per il ruolo di portiere.
Da quel gruppo di calciatrici, a cui fu impedito di continuare l'attività calcistica nel novembre 1933, uscì Amelia Piccinini, che divenne una delle prime atlete italiane primatiste di pentathlon.

### Ciclismo
La città ha una grande tradizione ciclistica: Il primo velocipede venne portato in Italia proprio ad Alessandria dall'industriale birraio Carlo Michel, proveniente dalla Esposizione internazionale di Parigi del 1867. Nel 1876 il numero degli appassionati al nuovo mezzo di locomozione era così cresciuto da consigliare la costituzione di una Società Velocipedistica poi C.V.A. (Circolo Velocipedisti Alessandrino). Venne organizzato il Gran Premio Città di Alessandria e numerose corse su pista.
La nuova pista con curve rialzate fu costruita nel 1890 a Porta Savona. In seguito al piano regolatore dei primi anni del Novecento la pista venne eliminata. Rimase però, all'intero quartiere, il nome "Pista".
 Ad Alessandria crebbero grandissimi campioni come Costante Girardengo, Fausto Coppi, Giancarlo Martini e Giorgio Zancanaro. Per sei volte Alessandria è stata sede di arrivo di tappa del Giro d'Italia: la prima nel 1929, l'ultima nel 1984. Nel 1956 e nel 1967 vi giunse la prima tappa della "corsa rosa". In altre due edizioni, nel 1979 e nel 2006, Alessandria ha ospitato il Giro come sede di partenza di tappa. 
Nel 2024, la città e la zona della Battaglia di Marengo sono state attraversate per la prima volta dal Tour de France, nella tappa Piacenza-Torino. 
Tappe del Giro d'Italia con arrivo ad Alessandria
- 1929 13ª tappa Parma-Alessandria, vinta da Mario Bianchi
- 1956 1ª tappa Milano-Alessandria, vinta da Pierino Baffi
- 1964 18ª tappa Santa Margherita Ligure-Alessandria, vinta da Bruno Mealli
- 1967 1ª tappa Treviglio-Alessandria, vinta da Giorgio Zancanaro
- 1968 6ª tappa Sanremo-Alessandria, vinta da José Antonio Momeñe
- 1984 14ª tappa Lerici-Alessandria, vinta da Sergio Santimaria

### Football americano
La prima formazione del 1983 è stata quella dei Saint George Knights. In seguito il nome è stato cambiato in Knights; ed infine dal 2001 il nome è quello dei Centurions Alessandria. La squadra ha militato in Serie B e nel campionato CIF9, giungendo ai playoffs nel 2012. Nel 2013, con la cessata attività dei Centurions, il football americano rimane nella città di Alessandria con il nome dei Bears. La compagine si allena nel campo comunale di Castelceriolo.

### Pallacanestro
La Delta Basket 92, squadra di pallacanestro femminile, partecipò nel 2002 all'Eurocoppa, diventando così la prima squadra di Alessandria a disputare una competizione europea di alto livello. La storia della società si concluse però nel 2004, con il fallimento. Sul finire degli anni settanta anche il basket maschile aveva vissuto esperienze di qualche rilievo con l'approdo in Serie A2 della Superga Alessandria (1978) allenata da Massimo Mangano. Al tempo mancava ad Alessandria un adeguato palasport, e la squadra avrebbe dovuto "giocare in trasferta" almeno 3 o più stagioni (in attesa dell'approvazione e poi costruzione del palasport). Fu visitato anche il nuovo palasport Taliercio di Mestre appena realizzato, nonché la squadra ed il fortissimo settore giovanile, il numerosissimo pubblico al seguito e gli altri vantaggi di detta formazione mestrina, che invece era appena retrocessa in B dopo uno spareggio, pertanto la società alessandrina optò per la fusione con tale società, trasferendo la squadra e i diritti alla partecipazione al campionato di serie A2 al Basket Mestre. La maggiore realtà cestistica alessandrina milita nel campionato di DNB, il quarto livello della pallacanestro nazionale.

### Pallavolo
Alessandria ha anche una sua tradizione pallavolistica; ospitò la prima gara interna della Nazionale maschile, il 16 luglio 1948 e l'esordio assoluto della Nazionale femminile, il 7 aprile 1951. Per diversi anni la città fu la sede centrale della Lega Nazionale Pallavolo Serie B. Nei primi anni cinquanta la Borsalino Pallavolo sfiorò più volte la conquista del campionato maschile. Anche la squadra femminile, la Saves mancò di poco lo scudetto nei primi anni sessanta. È di Alessandria Matteo Martino, pallavolista della nazionale italiana.

### Rugby
Alessandria è sede della APD Rugby Alessandria, club italiano di rugby a 15. Fondato nel 1946 come Audace-Mino e rinominatasi nel 1971 Dopolavoro Ferroviario Rugby Alessandria, ebbe il suo periodo di maggior rilievo negli anni cinquanta quando raggiunse la serie A. Dopo alterne vicende nelle serie inferiori, milita nel girone piemontese della serie C. Disputa i suoi incontri interni al campo del Dopolavoro Ferroviario, e il suo colore sociale è il grigio.

### Automobilismo
All'inizio del XX secolo, agli albori dell'automobilismo, la città di Alessandria fu tra le prime ad ospitare una gara di velocità per automobili: il cosiddetto "Circuito di Alessandria" venne disputato continuativamente tra il 1924 ed il 1930, quando il tracciato si snodava lungo un percorso stradale di circa 32 chilometri, e sporadicamente tra il 1931 ed il 1950, su tracciati differenti e decisamente più corti, di lunghezza variabile da 3 a 8 chilometri, per un totale di tredici edizioni. Nel 1928, durante le prove di qualificazione alla gara, in seguito ad un'uscita di strada al volante della sua Bugatti perse la vita, assieme al meccanico e copilota Gianni Lasagne, il campione torinese Pietro Bordino, uno dei più forti piloti dell'epoca, noto al pubblico col soprannome di "Diavolo Rosso". In sua memoria la gara assunse la denominazione di "Circuito Pietro Bordino" a partire dall'edizione successiva. Nel 1983 anche l'allora neonato club di appassionati di auto d'epoca fu dedicato alla memoria dello sfortunato pilota.
Ad Alessandria, inoltre, ha avuto sede la Scuderia Forti Corse, fondata da Guido Forti e Paolo Guerci nel 1977. A lungo operativa nelle formule minori, con buoni risultati soprattutto fra metà anni 80 e i primi 90, la Forti Corse è nota soprattutto per la partecipazione, con poca fortuna, a due edizioni del Campionato Mondiale di Formula 1, nel 1995 e nel 1996.